# Karatschi

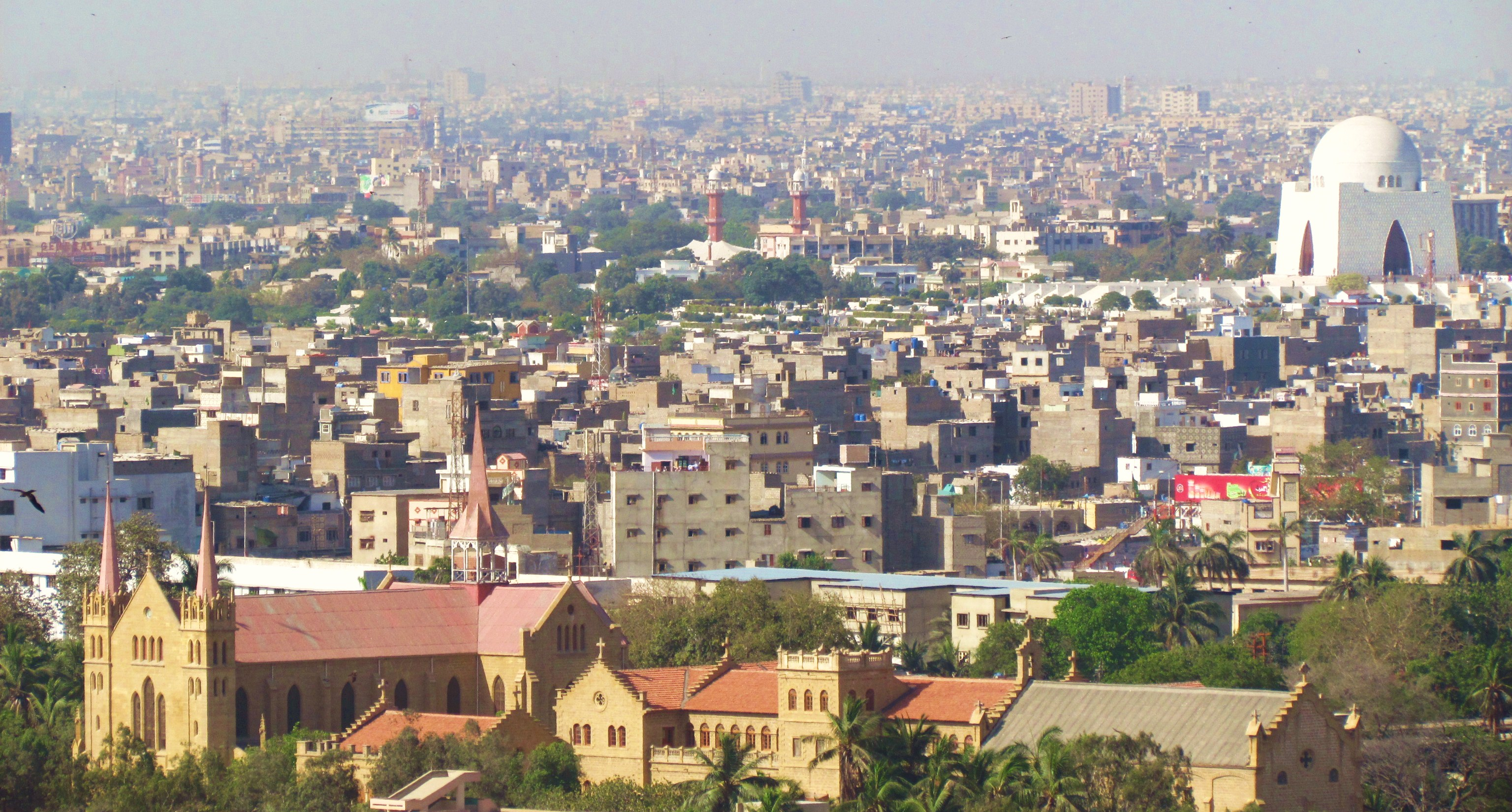
Blick auf Karatschi

Karatschi (Urdu كراچى Karācī, Sindhi ڪراچي, englisch Karachi) ist die größte Stadt Pakistans und Hauptstadt der Provinz Sindh; bis 1959 war sie pakistanische Hauptstadt.
Mit 14,9 Millionen städtischen Einwohnern (2017) ist Karatschi eine der größten Städte der Welt. In der Agglomeration leben 19,1 Millionen Menschen (2023). In Pakistan existiert keine Behörde zur Registrierung des Wohnsitzes von Personen; die angegebenen Einwohnerzahlen stellen daher Hochrechnungen auf Basis der Volkszählungsergebnisse dar.
Das Verwaltungsgebiet Karatschis ist kein zusammenhängendes Stadtgebiet, sondern – mit seiner außerhalb der Kernstadt dominierenden ländlichen Siedlungsstruktur – eher mit einer kleinen Provinz vergleichbar. Das gesamte Verwaltungsgebiet der Stadt hatte bei der Volkszählung 2023 knapp 20,4 Millionen Einwohner.
Die Stadt ist Wirtschafts-, Handels- und Produktionszentrum, Verkehrsknoten, Kulturzentrum mit zahlreichen Universitäten, Hochschulen, Forschungseinrichtungen, Museen, Galerien und Baudenkmälern sowie der größte Hafen des Landes. Eine der bedeutendsten Sehenswürdigkeiten ist Mazar-e-Quaid, das Mausoleum des Begründers von Pakistan, Muhammad Ali Jinnah (1876–1948), der in der Stadt geboren wurde und dort auch begraben ist.

## Geographie

### Geographische Lage

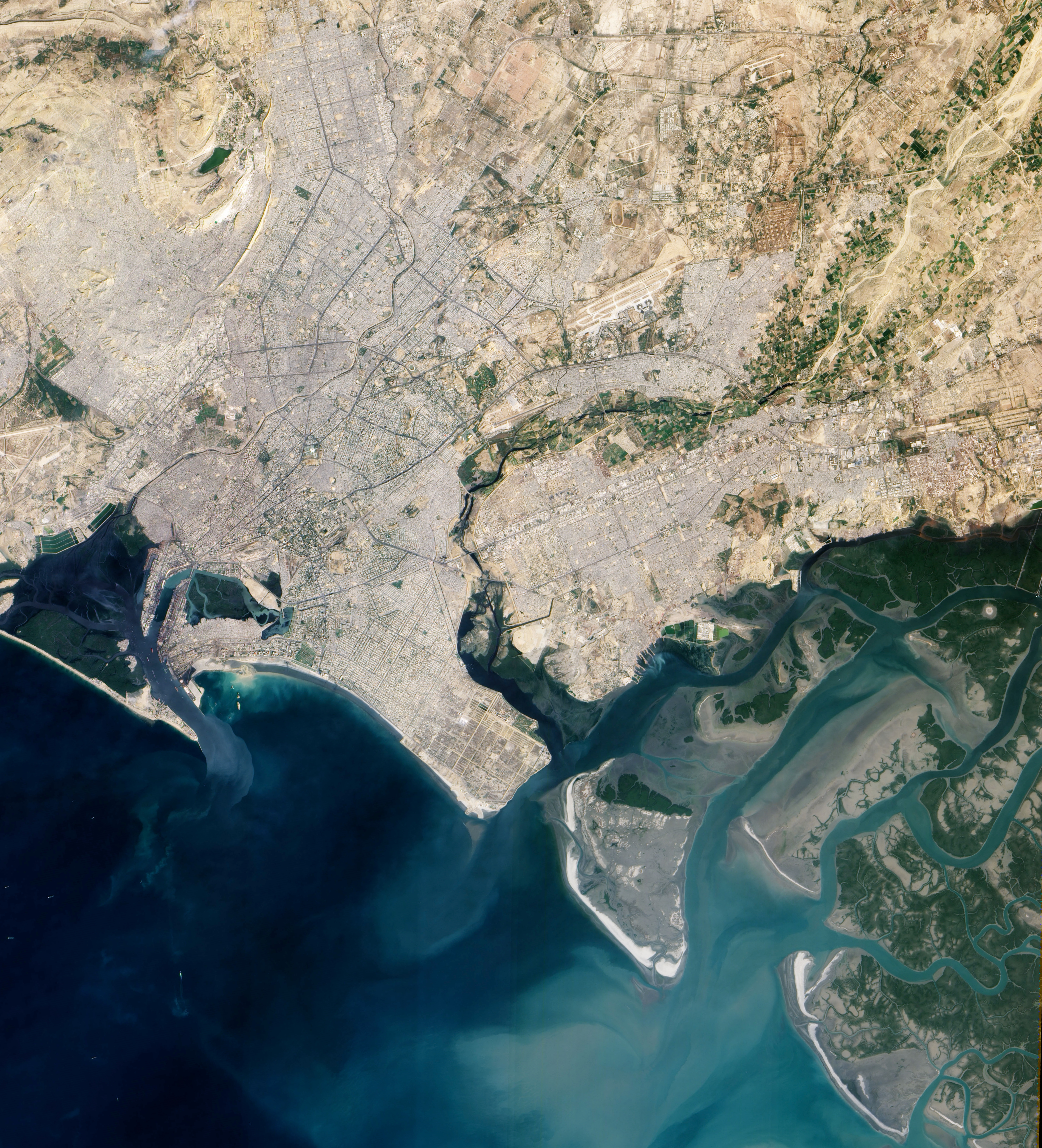
Satellitenaufnahme von Karatschi

Karatschi liegt am westlichen Rand des Mündungsdeltas des Indus in das Arabische Meer in einer Ebene, die von Hügeln an den westlichen und nördlichen Grenzen der städtischen Agglomeration umgeben ist, durchschnittlich 22 Meter über dem Meeresspiegel.
Zwei Flüsse fließen durch die Stadt, der Malir vom Nordosten bis zum Zentrum und der Liari vom Norden bis zum Süden. Viele andere kleinere Flüsse und die Abwässer fließen von den westlichen und nördlichen Stadtteilen in Richtung Süden. Der Hafen Karatschis liegt in einer geschützten Bucht im Südwesten der Stadt.
Das gesamte Verwaltungsgebiet Karatschis hat eine Fläche von 3527 Quadratkilometern. Das entspricht dem Anderthalbfachen der Bodenfläche des Saarlandes. Davon gehören 591 Quadratkilometer (17 Prozent) zur Kernstadt (hohe Bebauungsdichte und geschlossene Ortsform). 2936 Quadratkilometer (83 Prozent) bestehen aus Vorstädten und Gebieten mit ländlicher Siedlungsstruktur.

### Geologie
Das breite Indus-Ganges-Tiefland trennt die Gebirgsumwallung von der Scholle des Dekkan und bildet eine von mächtigen jungen Sedimenten aufgeschüttete Vortiefe des Faltengebirges. Die Stadt Karatschi befindet sich im trockenen unteren Indusgebiet, dem letzten Glied der Tieflandzone. Die einzigen Wasserläufe sind hier die kurzen Flüsse der westlichen Randgebiete, deren Wasser von kleinen, voneinander getrennt liegenden Bewässerungsoasen völlig aufgezehrt wird, und der Indus selbst, in dessen Tal sich eine bis 40 Kilometer breite Flussoase hinzieht.
Während an der Küste des Indischen Ozeans östlich des Indusdeltas ein großer zeitweise überfluteter Salzsumpf, der Rann von Kachchh, landwirtschaftlich nicht genutzt werden kann, ist das Indusdelta selbst bis nahe an die mangrovenreiche, sumpfige Küste gut bebaut. Das Indusgebiet ist zu einem der wichtigsten Baumwollanbaugebiete Südasiens geworden. Hauptausfuhrhafen ist Karatschi westlich der Indusmündung, ein bedeutender Knotenpunkt der internationalen Fluggesellschaften.

### Stadtgliederung
Karatschi gliedert sich in folgende 18 Stadtbezirke (Volkszählung 1998):
| Bezirk    | Einwohner | Prozent |
| --------- | --------- | ------- |
| Baldia    | 406.165   | 4,50    |
| Bin Qasim | 316.684   | 3,37    |
| Gadap     | 289.564   | 3,08    |
| Gulberg   | 453.490   | 4,82    |
| Gulshan   | 625.230   | 6,65    |
| Jamshed   | 733.821   | 7,81    |
| Kiamari   | 383.778   | 4,08    |
| Korangi   | 546.504   | 5,81    |
| Landhi    | 666.748   | 7,09    |

| Bezirk          | Einwohner | Prozent |
| --------------- | --------- | ------- |
| Liaquatabad     | 649.091   | 6,90    |
| Lyari           | 607.992   | 6,47    |
| Malir           | 398.289   | 4,24    |
| New Karachi     | 684.183   | 7,28    |
| North Nazimabad | 496.194   | 5,28    |
| Orangi          | 723.694   | 7,70    |
| Saddar          | 616.151   | 6,55    |
| Shah Faisal     | 335.823   | 3,57    |
| SITE            | 467.560   | 4,97    |

SITE ist die Abkürzung für Sindh Industrial Trading Estate.

### Klima
Die Stadt befindet sich am Rand der tropischen Klimazone. Die Höchsttemperaturen betragen 35 bis 38 Grad Celsius bei stetigem Wind im Sommer aus Südwest und im Winter aus Nordost und wenig Regen.
Die monatlichen Durchschnittstemperaturen schwanken zwischen 19,1 Grad Celsius im Januar und 30,7 Grad Celsius im Juni; die Jahresdurchschnittstemperatur beträgt 26 Grad Celsius.
Nur der Monat Juli ist humid, insgesamt fallen nur 167,6 Millimeter Niederschlag im Jahr, da der Süden Pakistans nur noch randlich von den Ausläufern des Sommermonsuns gestreift wird. Der meiste Niederschlag fällt im Monat Juli mit durchschnittlich 66,4 Millimeter, kein Niederschlag fällt im Monat Mai.
|                       | Jan  | Feb  | Mär  | Apr  | Mai  | Jun  | Jul  | Aug  | Sep  | Okt  | Nov  | Dez  |   |       |
| Mittl. Tagesmax. (°C) | 25,6 | 26,4 | 28,8 | 30,6 | 32,3 | 33,3 | 32,2 | 30,8 | 30,7 | 31,6 | 30,5 | 27,3 | ⌀ | 30    |
| Mittl. Tagesmin. (°C) | 14,1 | 15,9 | 20,3 | 23,7 | 26,1 | 27,9 | 27,4 | 26,2 | 25,3 | 23,5 | 20,0 | 15,7 | ⌀ | 22,2  |
|                       |      |      |      |      |      |      |      |      |      |      |      |      |   |       |
| Niederschlag (mm)     | 3,6  | 6,4  | 8,3  | 4,9  | 0,0  | 3,9  | 66,4 | 44,8 | 22,8 | 0,3  | 1,7  | 4,5  | Σ | 167,6 |
|                       |      |      |      |      |      |      |      |      |      |      |      |      |   |       |
| Sonnenstunden (h/d)   | 8,7  | 8,8  | 8,8  | 9,2  | 9,6  | 7,7  | 5,0  | 4,8  | 7,3  | 9,1  | 9,1  | 8,8  | ⌀ | 8,1   |
|                       |      |      |      |      |      |      |      |      |      |      |      |      |   |       |
| Luftfeuchtigkeit (%)  | 49   | 52   | 55   | 59   | 65   | 67   | 74   | 75   | 69   | 56   | 50   | 49   | ⌀ | 60    |

| 14,1 |

| 15,9 |

| 20,3 |

| 23,7 |

| 26,1 |

| 27,9 |

| 27,4 |

| 26,2 |

| 25,3 |

| 23,5 |

| 20,0 |

| 15,7 |

| 14,1 |

| 15,9 |

| 20,3 |

| 23,7 |

| 26,1 |

| 27,9 |

| 27,4 |

| 26,2 |

| 25,3 |

| 23,5 |

| 20,0 |

| 15,7 |

## Geschichte

### Ursprung
Auf dem Gebiet der heutigen Stadt lag ursprünglich eine Gruppe kleiner Dörfer einschließlich der Ortschaft Eekalachi-jo-kun und der Festung Manora. Nearchos, Admiral Alexanders des Großen, segelte 326 v. Chr. zum Ende von dessen Eroberungsfeldzug nach Indien zu einem vermutlich an der Stelle Karatschis gelegenen Ort mit Namen Krokola. Als Muhammad ibn al-Qasim im Jahr 712 bis in den Sindh kam, eroberte er die Ortschaft Debul, die wahrscheinlich ebenfalls auf dem heutigen Stadtgebiet von Karatschi lag.
Im Jahr 1729 wurde die Siedlung Kolachi-jo-goth („Kolachis Teich“) gegründet, benannt nach einem Fischer aus der Gegend. Aus dem Fischerdorf entwickelte sich bald eine Handelsniederlassung für den Warenaustausch mit Maskat und Bahrain. Die Befestigung bestand aus Erdwällen, die Arbeiter aus Arabien gebaut hatten. Die Kanonen wurden aus Maskat geliefert. Die Siedlung hatte zwei Zugänge, einer mit Blick zum Meer, genannt kharadar („brackiges Tor“), und einer mit Blick zum Lyari-Fluss, genannt mithadar („süßes Tor“). Die erste schriftliche Erwähnung stammt von einem Gesandten Nadir Schahs, der 1742 von seinem Aufenthalt in der Stadt berichtete. 1795 wurde die Stadt vom Khan von Kalat an den Talpur-Herrscher von Sindh übertragen. Karatschi erlangte eine Position als Haupthafen und wurde infolgedessen eine wichtige Stadt.

### Britische Kolonialzeit

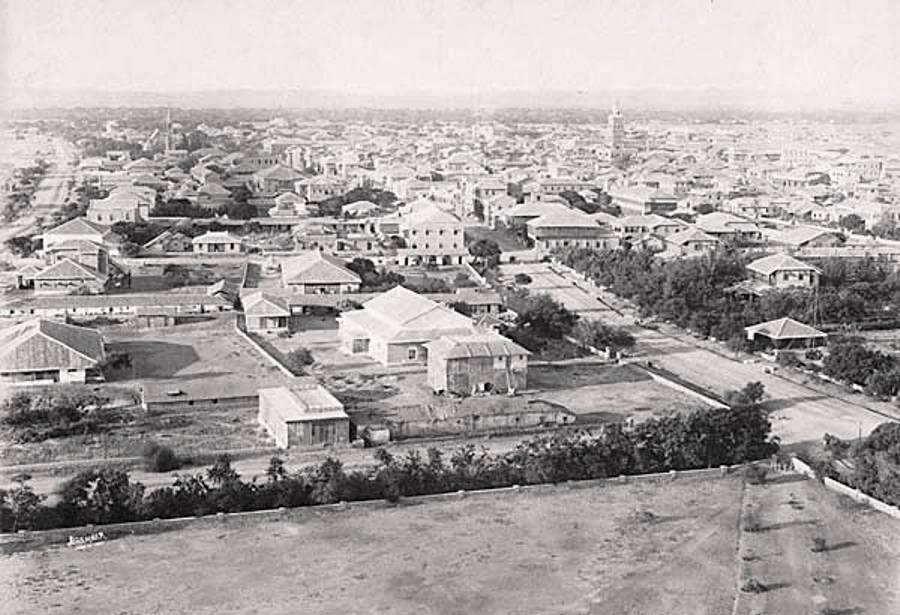
Karatschi 1889

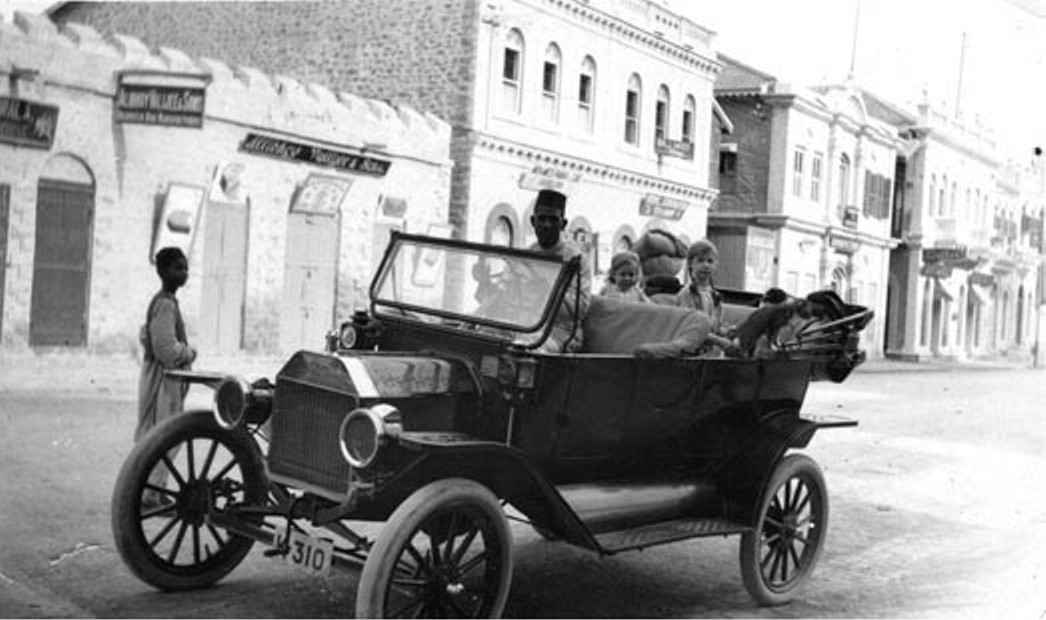
Britische Familie in der Elphinstone Street 1914

Die Bedeutung von Indus und Sindh bewog die Briten, die Stadt am 3. Februar 1839 zu erobern. Damit begann eine Ära ausländischer Herrschaft und kolonialer Unterordnung, die ihr Ende erst 1947 fand. Ein berühmtes Zitat über Karatschi, das General Charles Napier (1782–1853) zugerechnet wird, lautet: „would that I could come again to see you in your grandeur!“. Napiers Zitat prophezeite, dass Karatschi unter britischer Herrschaft, nach dem Ausbau seines Hafens, der 1854 begann, wachsen würde.
Am 10. September 1857 schwor die 21. Infanteriedivision, die aus Einheimischen bestand und in Karatschi stationiert war, dem Kaiser Bahadur Schah Zafar (1775–1862) die Gefolgschaft und beteiligte sich am Indischen Aufstand von 1857. Sie wurde von den Briten geschlagen, die die Kontrolle innerhalb weniger Tage wiedererlangten. Während des US-amerikanischen Bürgerkriegs war Karatschi auch Hauptausfuhrhafen für Baumwolle. Die Cholera trat hier wiederholt (1866, 1868 und 1870) mit großer Heftigkeit auf. 1858–1861 wurde die Eisenbahnlinie von Karatschi nach Kotri erbaut, die den Indus quert. Im 19. Jahrhundert erlangte die Stadt wegen der starken Zunahme des Weizenanbaus in den nordwestlichen Provinzen eine kommerzielle Bedeutung und rivalisierte in dieser Hinsicht mit Bombay.
Karatschi entwickelte sich infolge der Aktivitäten der British East India Company zu einer Stadt mit gepflasterten Straßen, Gerichten und kommerziellen Zentren. Der Hafen, am Nordende des Indusdeltas gelegen, nahm infolge der Versandung des Hafens von Schah Bandar einen schnellen Aufschwung.
Im Jahre 1881 hatte Karatschi 73.560 Einwohner, davon 5.228 in Cantonment. Viele der Gebäude waren in klassischem britischen Stil gebaut und kontrastierten mit dem „Mughal Gothic“ in Lahore. Einige dieser alten Gebäude stehen immer noch und sind interessante Ziele für Besucher. 1876 wurde der Gründer Pakistans, Mohammed Ali Jinnah, in der Stadt geboren und nach seinem Tode 1948 auch begraben.
Die Eisenbahn verband Karatschi seit den 1880er Jahren auch mit den anderen Teilen von Britisch-Indien. 1899 galt Karatschi als größter weizenexportierender Hafen in Osten. 1911, als die Hauptstadt nach Delhi verlegt worden ist, bekam Karatschi die Bedeutung eines Tors nach Indien. Karatschi wurde 1936 zur Hauptstadt der neugeformten Provinz Sindh erklärt und dabei der traditionellen Hauptstadt Hyderabad vorgezogen.

### Unabhängigkeit

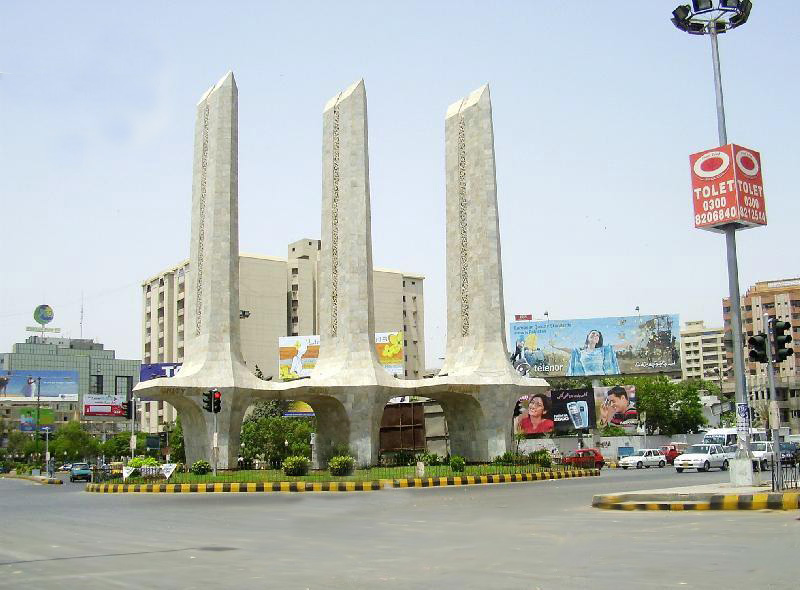
Tin Talwar Chowrangi (Drei-Schwerter-Kreisverkehr), Clifton

Am 14. August 1947 entstand der Staat Pakistan aus den überwiegend muslimischen Teilen Britisch-Indiens, und Karatschi, das zu jener Zeit 425.000 Einwohner hatte, wurde Hauptstadt des Staates. Im Zuge der Teilung und nach Ausbruch des Ersten Indisch-Pakistanischen Krieges am 22. Oktober 1947 verließen zahlreiche Muslime das heutige Indien. Die Bevölkerungszahl der Hauptstadt explodierte wegen der großen Zahl von Flüchtlingslagern. 1959 löste Islamabad Karatschi als Hauptstadt des Landes ab.
1965 warfen im Zweiten Indisch-Pakistanischen Krieg indische Flugzeuge Bomben auf Karatschi. Über der Stadt fanden Luftkämpfe statt, bei denen von der pakistanischen Luftabwehr mehrere indische Flugzeuge abgeschossen wurden und in Wohngebiete stürzten. Zahlreiche Menschen kamen ums Leben, viele Gebäude wurden zerstört. Im Dritten Indisch-Pakistanischen Krieg von 1971 kam es erneut zu Angriffen der indischen Luftwaffe auf Karatschi. Ziele waren vor allem Militäranlagen und strategisch wichtige zivile Infrastrukturen. Die indische Marine griff den Hafen mit Raketen an. Dabei wurden Hafenanlagen und mehrere Schiffe zerstört.
Seit den 1970er Jahren ist Karatschi weiter gewachsen und hatte bei der Volkszählung 1998 etwa 9,3 Millionen Einwohner. Es ist eine Stadt mit sehr unterschiedlichen Wohngegenden, sie reichen von den hochwertigen Gegenden Clifton und Defense zu zahlreichen Slums (bastis), die Wohnorte der großen Zahl von Migranten sind, die nach Karatschi geströmt sind auf der Suche nach Zukunftschancen.
Während der sowjetischen Intervention in Afghanistan wurde Karatschi in den frühen 1980er Jahren ein zentraler Versorgungsort für die Mudschahidin mit Waffen für den Kampf gegen die Rote Armee. Viele der Rüstungsgüter blieben jedoch in der Stadt und gelangten in die Hände des organisierten Verbrechens oder studentischer Aktivisten, die sich im bewaffneten Arm der Islami Jamiat-e-Talaba organisierten und zur islamistischen Organisation Jamaat-e-Islami gehörten. In die Gegenrichtung wurde Karatschi einer der Handelspunkte für den Export von afghanischem Heroin, was erhebliche Auswirkungen auf den gesellschaftlichen Zusammenhalt der Stadt hatte.
Aktuelle Probleme Karatschis sind die steigende Kriminalität und zahlreiche ethnische Konflikte, die Pakistan erschüttern. Karatschi ist das Epizentrum zahlreicher Unruhen seit den 1980er Jahren und ist weiterhin Schauplatz religiöser Gewalt zwischen Sunniten und Schiiten. Der erste große ethnische Konflikt im April 1985 zwischen Slumbewohnern der Muhajirs und Biharis auf der einen und bewaffneten Pathanen auf der anderen Seite um die Vorherrschaft in bestimmten Wohngebieten (mohallas) forderte mindestens 100 Menschenleben. Die Größe Karatschis brachte auch viele Terroristen dazu, hier ihre Basis aufzuschlagen und infolgedessen sind Anschläge von militanten, mit al-Qaida verbundenen Gruppen gegen Ausländer verübt worden. 2003 wurde ein al-Qaida-Mitglied mit Namen Tawfiq bin Attash in Karatschi verhaftet.
Am 27. Juli 2003 lief der mit 40.000 Tonnen geladene Öltanker „Tasman Spirit“ vor der Küste von Karatschi auf Grund. Nach dem Auseinanderbrechen des Schiffes am 14. August 2003 liefen etwa 12.000 Tonnen Öl ins Meer. Dabei wurden mehrere Küstenabschnitte verseucht und das Ökosystem der nahen Mangrovenwälder geschädigt. Tausende Vögel, Fische und Meeresschildkröten starben.
Bei einem Bombenanschlag am 11. April 2006 auf einen Gottesdienst sunnitischer Muslime im Nischtar-Park starben nach Angaben des pakistanischen Innenministeriums 57 Menschen. Unter den Toten war die gesamte Führung der Partei Sunni Tehrik und zwei andere prominente religiöse Führer. Die Folge waren mehrere Tage andauernde Streiks und Ausschreitungen. Informationsminister Sheikh Rashid bezeichnete den Anschlag als einen Destabilisierungsversuch „von antistaatlichen und antiislamischen Elementen“.
Am 18. Oktober 2007 kehrte die frühere Premierministerin von Pakistan, Benazir Bhutto, nach acht Jahren Exil wieder in ihre Heimatstadt Karatschi zurück, gegen den Widerstand von Präsident Pervez Musharraf. Die Rückkehr Bhuttos aus dem Exil war stark umjubelt, doch die Feiern wurden durch einen der blutigsten Anschläge in der pakistanischen Geschichte abrupt beendet. Kurz nach Mitternacht des 19. Oktober 2007 explodierten zwei Sprengsätze in unmittelbarer Nähe des Konvois Bhuttos. Ihre Wagenkolonne befand sich zu diesem Zeitpunkt auf halbem Weg vom Flughafen zum Mausoleum von Staatsgründer Jinnah in Karatschis Innenstadt. Bei dem Selbstmordanschlag wurden 135 Menschen getötet, Bhutto selbst blieb unverletzt. Bhutto machte Anhänger des früheren Militärmachthabers und Präsidenten Mohammed Zia ul-Haq für den Anschlag verantwortlich. Sie wurde wenige Wochen später, am 27. Dezember 2007, bei einem Attentat in Rawalpindi getötet.
Am 11. November 2010 starben bei einem Bombenanschlag auf die Zentrale der Kriminalpolizei 15 Menschen. Die Taliban bekannten sich zu dem Attentat.

### Ethnische Unruhen 2011
Im Juli 2011 kamen bei politischen Zusammenstößen mehr als 300 Menschen ums Leben, davon 44 in den letzten drei Tagen des Monats. Es wurden Handgranaten und Raketenwerfer eingesetzt. Der genaue Grund der Auseinandersetzungen ist nicht restlos geklärt, es werden aber ethnische Gründe und die Feindschaft zwischen der Muttahida-Qaumi-Bewegung (MQM) und der Awami-Nationalpartei (ANP) als treibende Kräfte vermutet. Vom 30. Juli bis zum 2. August starben bei den Unruhen trotz massivem Einsatz der Sicherheitskräfte 30 Menschen. Außerdem wurden mindestens zwei Busse und ein Straßenrestaurant angezündet.
Nach dem Mord an Ahmed Karimdad, einem früheren Abgeordneten der PPP, am 17. August eskalierte die Gewalt erneut. Innerhalb von 24 Stunden kamen bei Kämpfen, bei denen auch Handgranaten und Panzerfäuste eingesetzt wurden, mindestens 42 Menschen ums Leben.
Am 19. September fand ein Selbstmordanschlag auf den leitenden Kriminalbeamten von Karatschi, Chaudhry Aslam, statt. Dabei starben acht Menschen. Aslam blieb unverletzt. Die Tehrik-i-Taliban Pakistan bekannte sich zu dem Anschlag. Am 10. Januar 2014 fiel Aslam einem Anschlag mit einer Autobombe zum Opfer.

### Flugunfall 2020
Am 22. Mai 2020 ereignete sich nahe Karatschi ein Flugunfall, bei dem rund 100 Passagiere ums Leben kamen. Die Passagiermaschine der Pakistan International Airlines war wenige Minuten vor der Landung in einem Wohngebiet abgestürzt.

## Bevölkerung

### Einwohnerentwicklung

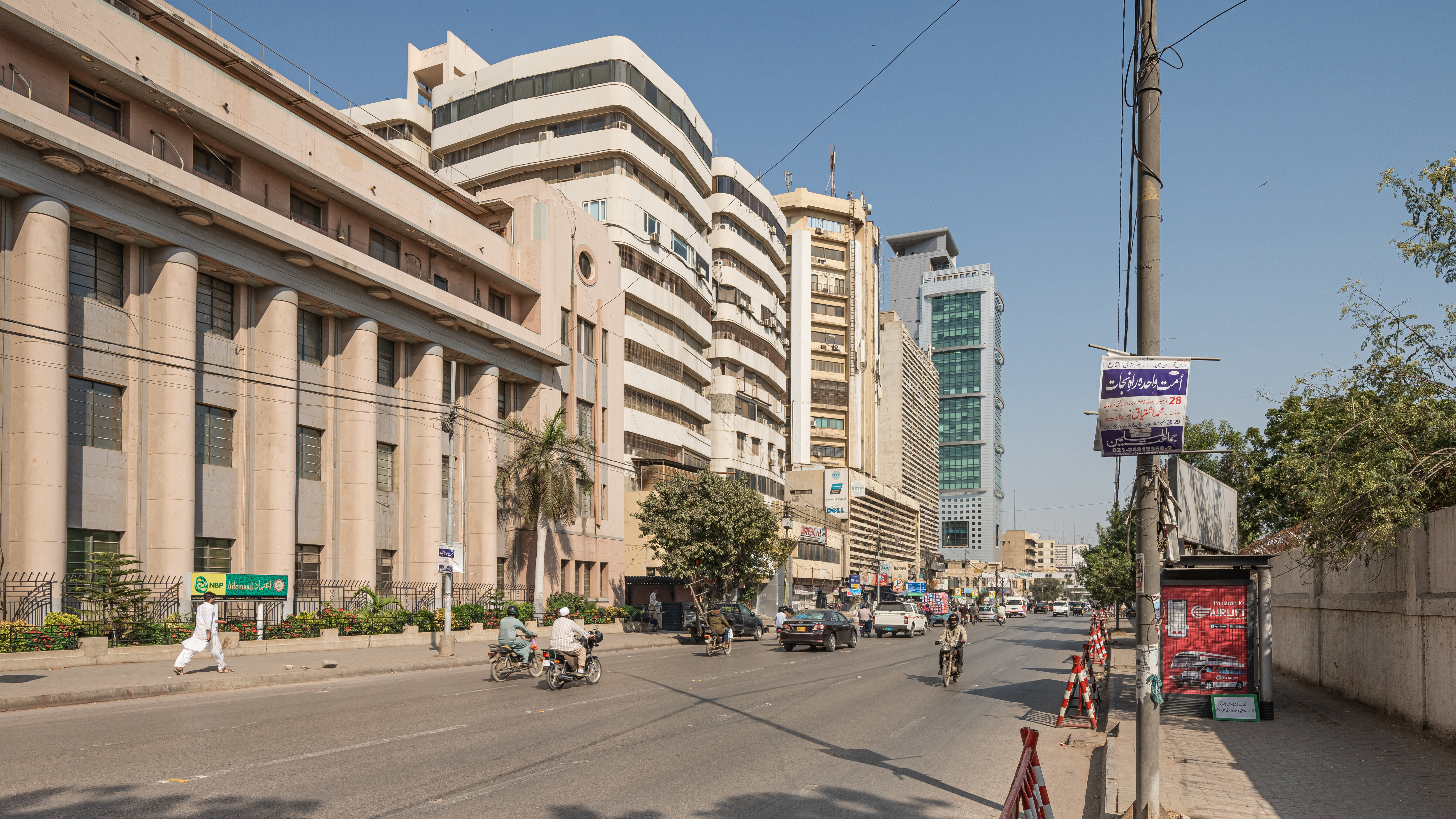
Geschäftsviertel

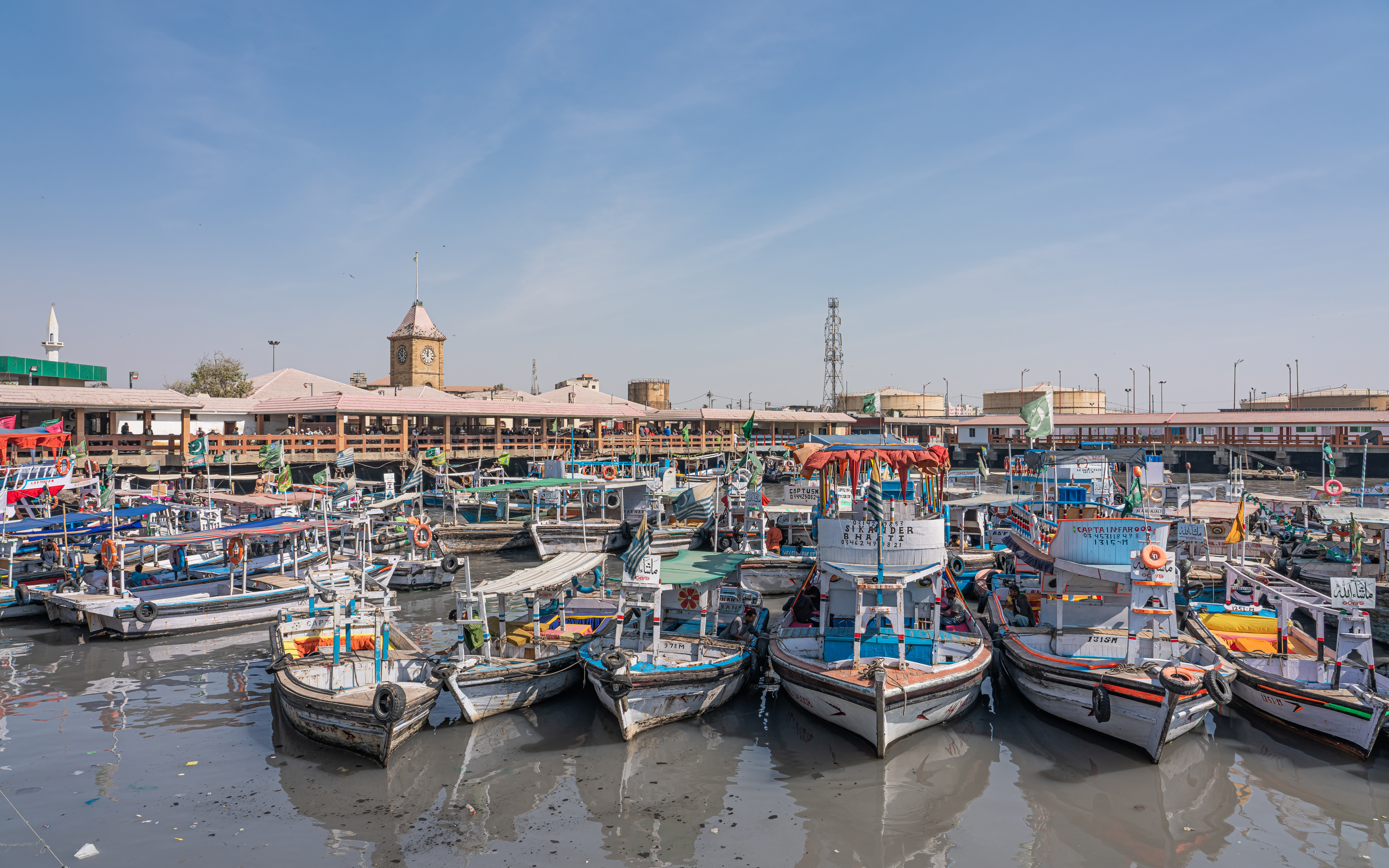
Bootshafen Kemari

Die Bevölkerung der Stadt ist in einer enormen Rate gewachsen. Sie hat sich seit Mitte der 1950er Jahre verzehnfacht. Karatschi gehört gegenwärtig zu den größten Städten der Welt.
Infolgedessen sieht sich Karatschi Problemen gegenüber, die für viele sich entwickelnde Metropolen zentral sind: Landflucht, Überbevölkerung, Verkehr, Terrorismus, Kriminalität. Das gesamte Verwaltungsgebiet Karatschis hat 20,3 Millionen Einwohner (2023). Die Bevölkerungsdichte beträgt ca. 5.800 Einwohner je Quadratkilometer. In Berlin sind es zum Vergleich 3.800. Im Ballungsgebiet leben 19 Millionen Menschen (2022). Für 2050 wird mit einer Bevölkerung von über 31 bis 37 Millionen Menschen im Ballungsraum gerechnet.
Die Bevölkerungsverteilung laut Volkszählung von 1998: Männer bilden 53,7 Prozent der Einwohner Karatschis. 37,6 Prozent der Einwohner sind unter 15 Jahre. 4,4 Prozent sind älter als 50 Jahre. 22,1 Prozent sind Immigranten. Die Alphabetisierungsrate in den Jahren 2014/15 bei der Bevölkerung über 10 Jahren liegt bei 82 % (Frauen: 78 %, Männer: 85 %) und damit deutlich über dem nationalen Durchschnitt von 60 %.
Die folgende Übersicht zeigt die Einwohnerzahlen der Stadt (ohne Vororte). Bis 1998 handelt es sich um Volkszählungsergebnisse, 2005 und 2009 sind Hochrechnungen. 2017 und 2023 sind wieder Volkszählungsergebnisse.
| Jahr | Einwohner |
| ---- | --------- |
| 1856 | 56.875    |
| 1872 | 56.753    |
| 1881 | 73.560    |
| 1891 | 105.199   |
| 1901 | 136.297   |
| 1911 | 186.771   |
| 1921 | 244.162   |
| 1931 | 300.799   |
| 1941 | 435.887   |

| Jahr/Datum       | Einwohner  |
| ---------------- | ---------- |
| 28. Februar 1951 | 1.068.459  |
| 1. Februar 1961  | 1.912.598  |
| 16. Oktober 1972 | 3.426.310  |
| 1. März 1981     | 5.208.132  |
| 2. März 1998     | 9.269.265  |
| 1. Januar 2005   | 11.624.219 |
| 1. Januar 2009   | 12.827.927 |
| 15. März 2017    | 16.024.894 |
| 1. März 2023     | 20.382.881 |

### Ethnische Zusammensetzung
Ein erheblicher Teil des Bevölkerungswachstums wird seit Beginn der kolonialen Entwicklung durch Zuwanderung verursacht. Die Zuwanderer kamen, entsprechend der internationalen und überregionalen Bedeutung der Stadt, nicht nur aus dem angrenzenden Hinterland, sondern aus ganz Pakistan und den benachbarten Staaten. Das Ergebnis ist ein Konglomerat von Menschen mit unterschiedlichem ethnischen und sprachlichen Hintergrund.
Vor 1947 besaß Karatschi Gemeinden von Sindhis, Belutschen, Parsen, Hindus, Christen, Juden, Goans, Armeniern, Chinesen, Briten, Libanesen und Gujaratis. Nach der Unabhängigkeit von Pakistan flohen eine große Zahl von Sindhi-Hindus und Sindhi-Sikhs aus der Stadt nach Indien und wurden durch muslimische Flüchtlinge, auch bekannt als Muhajirs, ersetzt. Die Muhajirs migrierten aus verschiedenen Teilen Indiens, jedoch sprach die Mehrheit von ihnen Urdu.
Nach dem pakistanischen Bürgerkrieg 1971 kamen Tausende von Biharis und Bengalen aus Bangladesch in die Stadt, gefolgt von Flüchtlingen aus Myanmar und Uganda. Seit 1979, aufgrund der sowjetischen Invasion in Afghanistan und weiteren Veränderungen im Land, floss ein stetiger Strom von afghanischen Flüchtlingen in die Stadt, die auch einen ständigen Wohnsitz in und um Karatschi haben. Diese Flüchtlinge mit mehr als 1,5 Millionen Menschen umfassen eine Reihe von ethnischen Gruppen, vor allem Paschtunen und Tadschiken, Hazaras, Usbeken, Nuristani und Turkmenen. Viele andere Flüchtlinge aus Iran, Tadschikistan, Bangladesch, Myanmar und afrikanischen Staaten leben auf Dauer in der Stadt. Mit 3,5 Millionen ethnischen Paschtunen besitzt Karatschi eine der größten Populationen von Paschtunen in der Welt.

### Sprachen

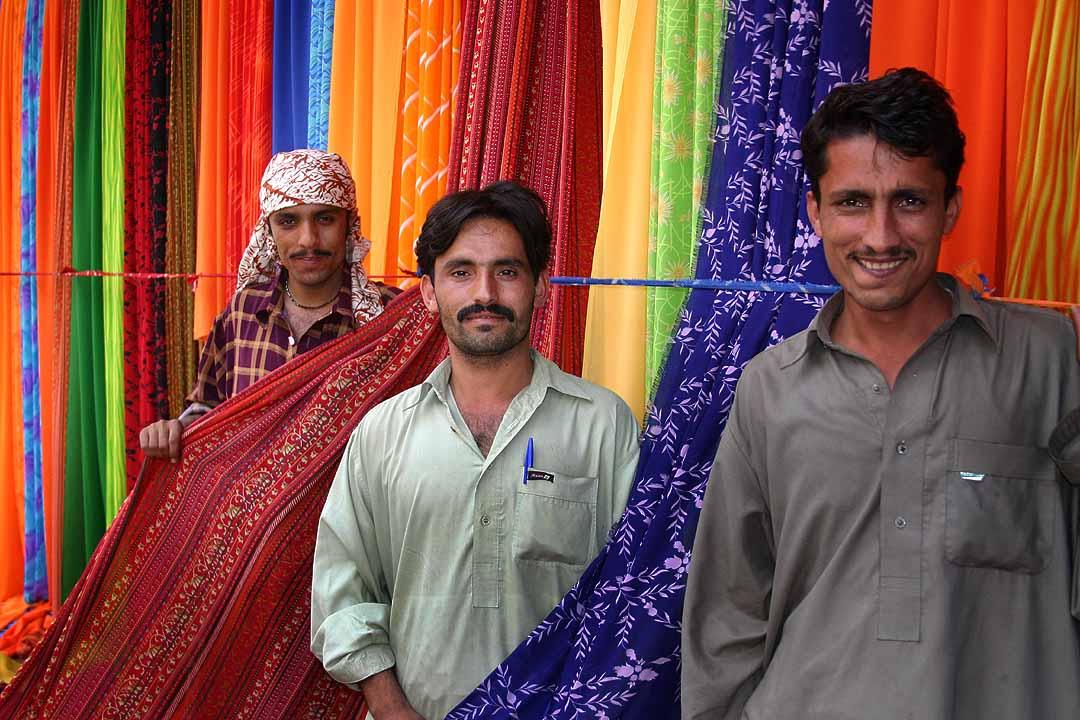
Textilhändler

Der Volkszählung von 1998 zufolge sind die Sprachen folgendermaßen verteilt: Urdu 48,52 Prozent; Panjabi 13,94 Prozent; Paschtu 11,42 Prozent; Sindhi 7,22 Prozent; Belutschisch 4,34 Prozent; Seraiki 2,11 Prozent; Andere 12,4 Prozent. Die anderen Sprachen schließen Gujarati, Brahui und Bengalisch ein.
Urdu und Englisch sind Amtssprachen. Englisch wird vor allem als Geschäfts- und Bildungssprache an den Universitäten Karatschis verwendet, während Urdu die Verkehrssprache des Großteils der Bevölkerung ist. Standard-Urdu wird in der überwiegenden Mehrzahl der Schulen (auf primärem und sekundärem Niveau) als Unterrichtssprache verwendet.
Drei weitere wichtige Sprachen sind ebenfalls indo-arische Sprachen, die mit dem Urdu verwandt sind: Panjabi, Sindhi und Siraiki – wird manchmal als Panjabi-Dialekt betrachtet. Nur Sindhi wird in größerem Umfang als Schriftsprache verwendet. In Karatschi leben aus dem Raum Mumbai (ehem. Bombay) stammende Bevölkerungsgruppen, die immer noch Gujarati sprechen.
|              | 1981 in % | 1998 in % | 2017 in % |
| ------------ | --------- | --------- | --------- |
| Urdu         | 54,34     | 48,52     | 42,3      |
| Paschtu      | 8,71      | 11,42     | 15,0      |
| Panjabi      | 13,64     | 13,94     | 10,7      |
| Sindhi       | 6,29      | 7,22      | 10,7      |
| Seraiki      | 0,35      | 2,11      | 5,0       |
| Belutschisch | 4,39      | 4,34      | 4,0       |
| Andere       | 12,27     | 12,44     | 12,3      |

### Religionen

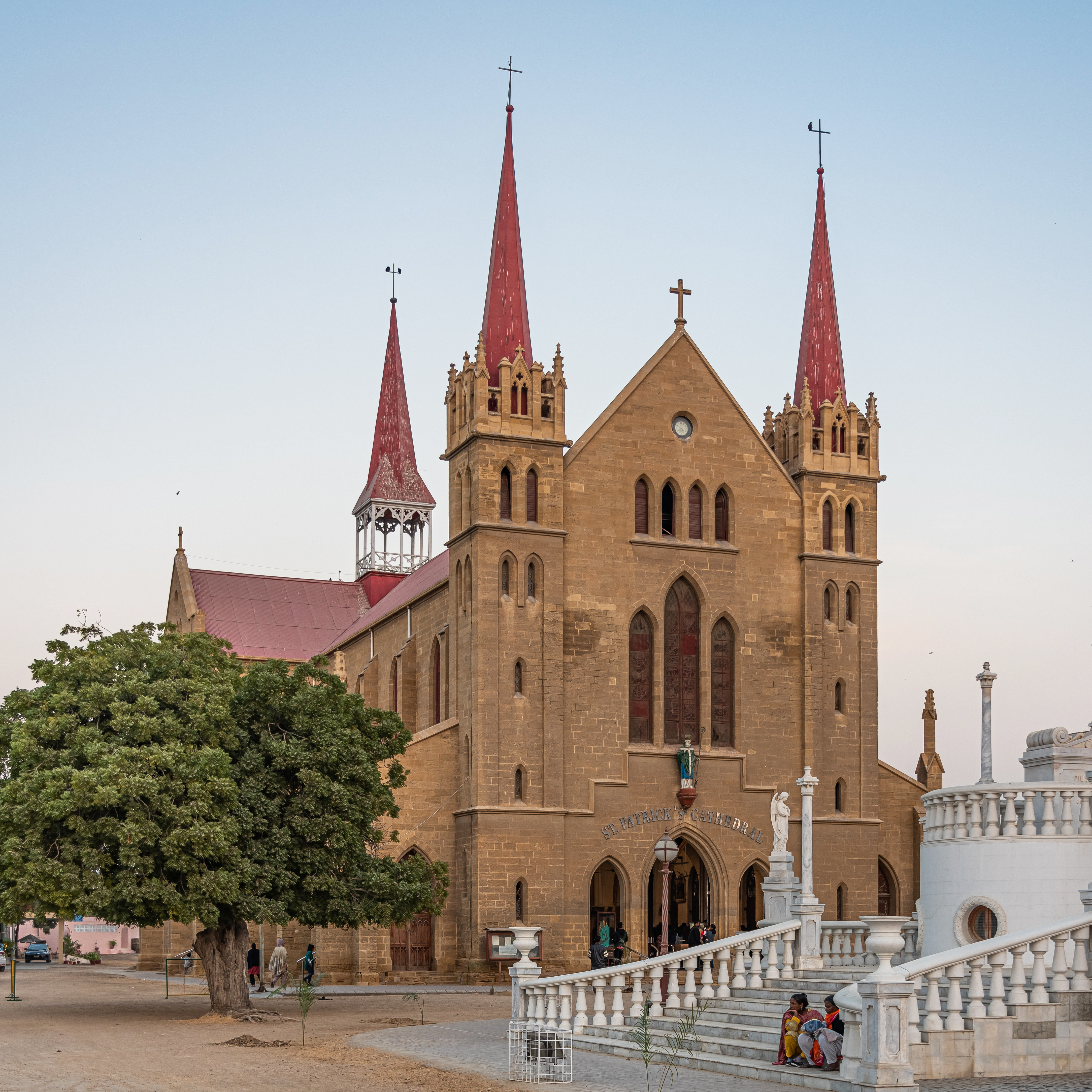
St.-Patricks-Kathedrale

Der Volkszählung von 1998 zufolge sind die Religionen in Karatschi folgendermaßen vertreten: Muslime 96,45 Prozent (1941 waren es 42,0 Prozent); Christen 2,42 Prozent; Hindus 0,83 Prozent (1941 waren es 51,0 Prozent); Ahmadiyya 0,17 Prozent, Unberührbare Kasten 0,03 Prozent, Andere 0,13 Prozent. Die anderen Religionen schließen Parsen und Buddhisten ein. Der überwiegende Teil der Bewohner praktiziert traditionell eine orthodoxe Form des Islam.
Religiöse Minderheiten, beispielsweise Hindus, werden stark unterdrückt und dürfen ihren Glauben in der Öffentlichkeit nicht zeigen. In der Mehrheit sind die Muslime Sunniten. Der sunnitische Islam präsentiert sich jedoch nicht als Einheit. Vielmehr teilt er sich in mehrere Denkschulen auf. Die Deobandis sind in Karatschi stark vertreten. Sie sind Hanafiten, vertreten eine strikte Auslegung des islamischen Rechts und lehnen im Gegensatz zu den Barelwis Gräber- und Heiligenverehrung ab.
Bei den Christen Karatschis handelt es sich meist um Nachfahren von Unberührbaren, die während der britischen Kolonialzeit zum Christentum konvertierten. Andere stammen jedoch von Goanern ab, die zu jener Zeit oft als Bedienstete der Kolonialherren tätig waren. Die römisch-katholische Kirche und die aus mehreren britischen protestantischen Denominationen entstandene Church of Pakistan sind etwa gleich stark, hinzu kommen einige von US-amerikanischen Missionen gegründete Kirchen. Karatschi ist Sitz des katholischen Erzbistums Karatschi.
|                     | Männlich  | Weiblich  | Gesamt    | Anteil in % |
| ------------------- | --------- | --------- | --------- | ----------- |
| Muslime             | 5.123.126 | 4.382.909 | 9.506.035 | 96,45       |
| Christen            | 113.667   | 124.905   | 238.572   | 2,42        |
| Hindus              | 42.384    | 39.214    | 81.598    | 0,83        |
| Ahmadiyya           | 8.945     | 8.044     | 16.989    | 0,17        |
| Unberührbare Kasten | 1.575     | 1.595     | 3.170     | 0,03        |
| Andere              | 5.170     | 4.784     | 9.954     | 0,10        |
| Gesamt              | 5.306.105 | 4.550.213 | 9.856.318 | 100,00      |

## Politik

### Stadtregierung

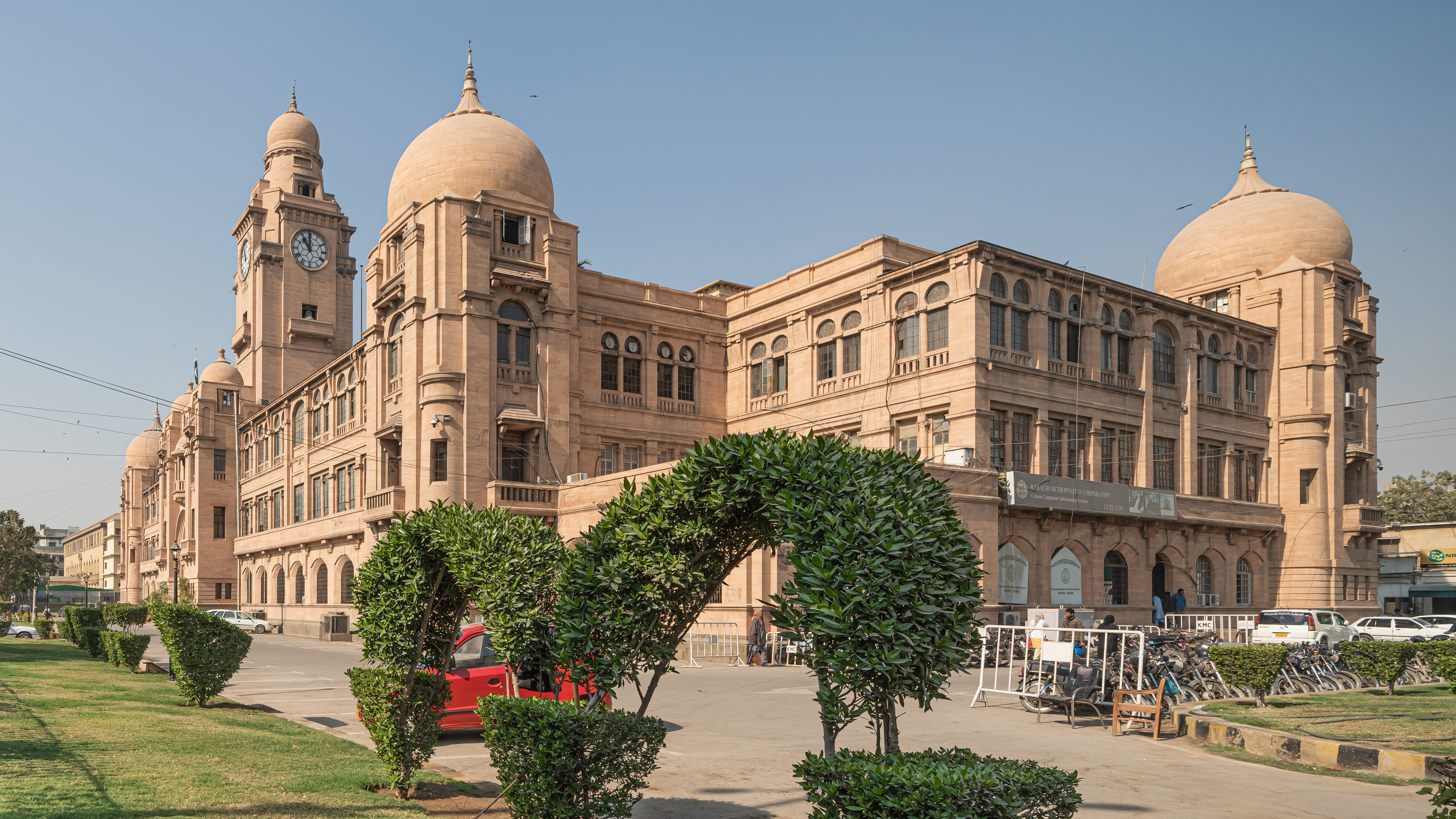
Gebäude der Karachi Municipal Corporation

Die Stadt wird von der Bezirksregierung Karatschis (CDGK) verwaltet. Die CDGK hat einen gewählten Stadtrat, der das CDGK überwacht. Mustafa Kamal, der 2010 den World Mayor Prize gewann, war von Oktober 2005 bis Oktober 2010 Bürgermeister (Nazim) der Stadt. Er löste Naimatullah Khan in seinem Amt ab, der zwischen dem 14. August 2001 und Mai 2005 die Stadt regierte.
Jeder Stadtbezirk hat einen eigenen Bezirksrat und Bürgermeister. Das gegenwärtige Stadtregierungssystem wurde im Jahre 2000 eingerichtet. Das hat einige Spannungen zwischen der Stadtregierung und den bestehenden Amtsgewalten und Stadtbehörden hervorgerufen, infolge leichter Verwirrung betreffend die Verteilung der Macht.

### Städtepartnerschaften
Karatschi unterhält mit folgenden Städten Partnerschaften:
| Chicago (Vereinigte Staaten) Delhi (Indien) Dschidda (Saudi-Arabien) Dubai (Vereinigte Arabische Emirate) Izmir (Türkei) Kalkutta (Indien) Beirut (Libanon) | London (Vereinigtes Königreich) Mumbai (Indien) Port Louis (Mauritius) Shanghai (Volksrepublik China) Taschkent (Usbekistan) Hongkong (Volksrepublik China) Istanbul (Türkei) | Dhaka (Bangladesch) Houston (Vereinigte Staaten) Manama (Bahrain) Pristina (Kosovo) Kuala Lumpur (Malaysia) |

## Kultur und Sehenswürdigkeiten

### Museen

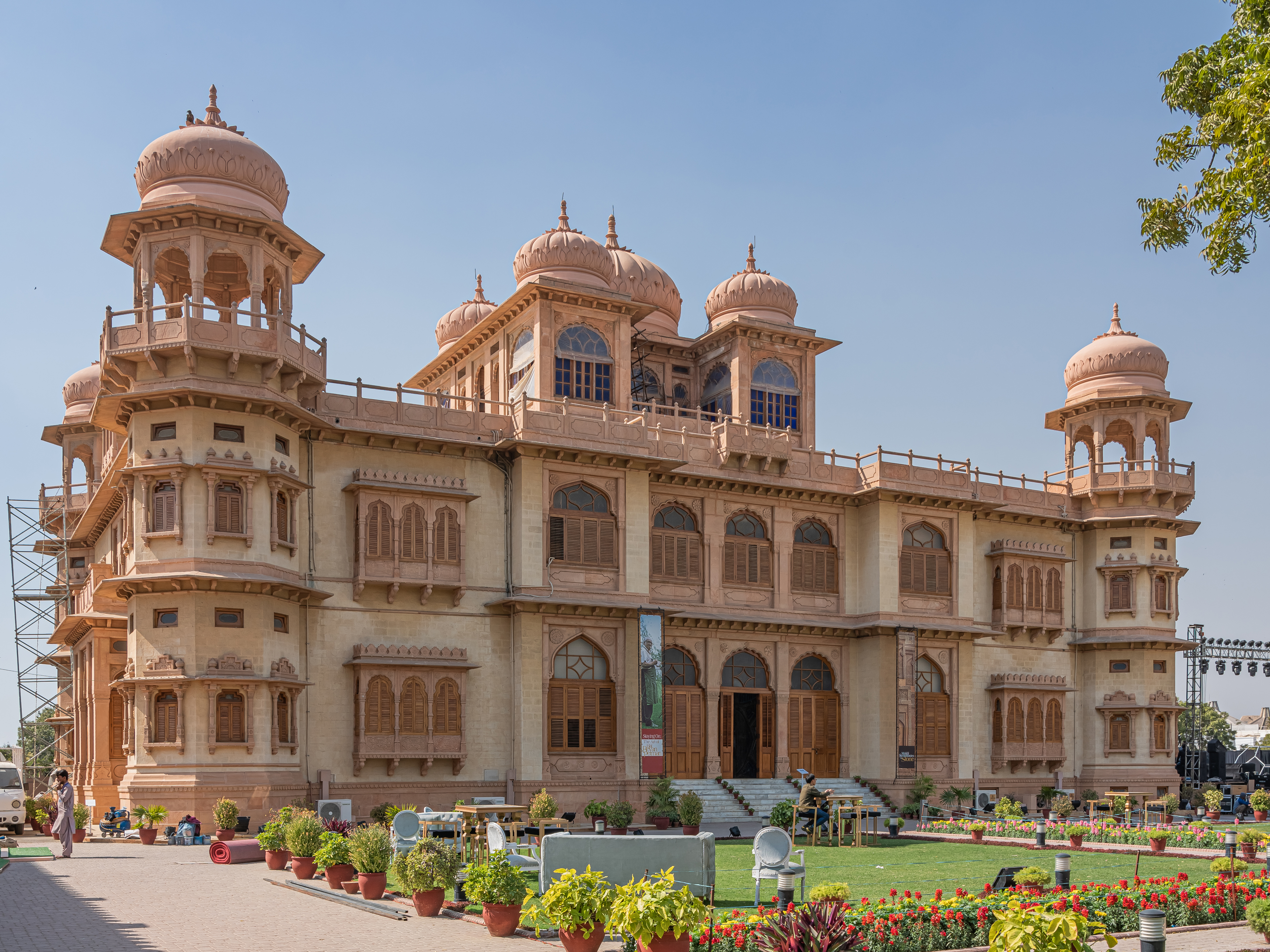
Mohatta-Palastmuseum

Das Nationalmuseum, das Mohatta-Palastmuseum, das Pakistanische Luftwaffenmuseum und das Pakistanische Marinemuseum katalogisieren die Geschichte des heutigen Pakistans und Südasiens.
Das Nationalmuseum beherbergt zahlreiche Ausstellungsstücke der Induskultur wie auch Gebrauchs- und Kunstgegenstände über die buddhistische und islamische Kultur. Herausragend sind beispielsweise Skulpturen der buddhistischen Gandhara-Kultur (um 500 v. Chr.). Die Geschichte des Landes seit 1947 ist in Bild- und Textdokumenten erfahrbar.
Weitere bedeutende Museen Karatschis sind das Mazar-e-Quaid-Museum, das Aga Khan-Museum, das MagnifiScience Centre und das Karachi Expo Centre.

### Bauwerke

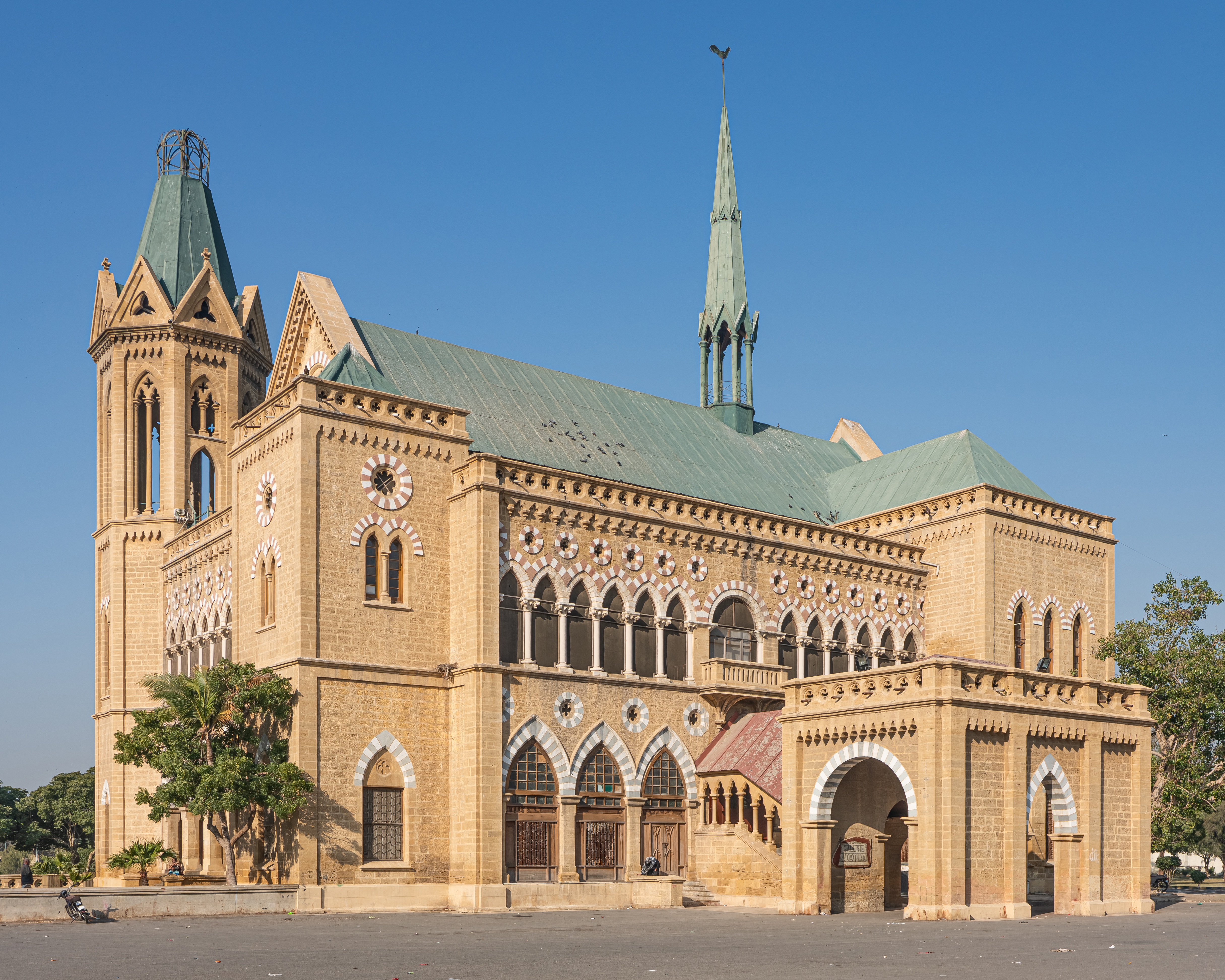
Frere Hall

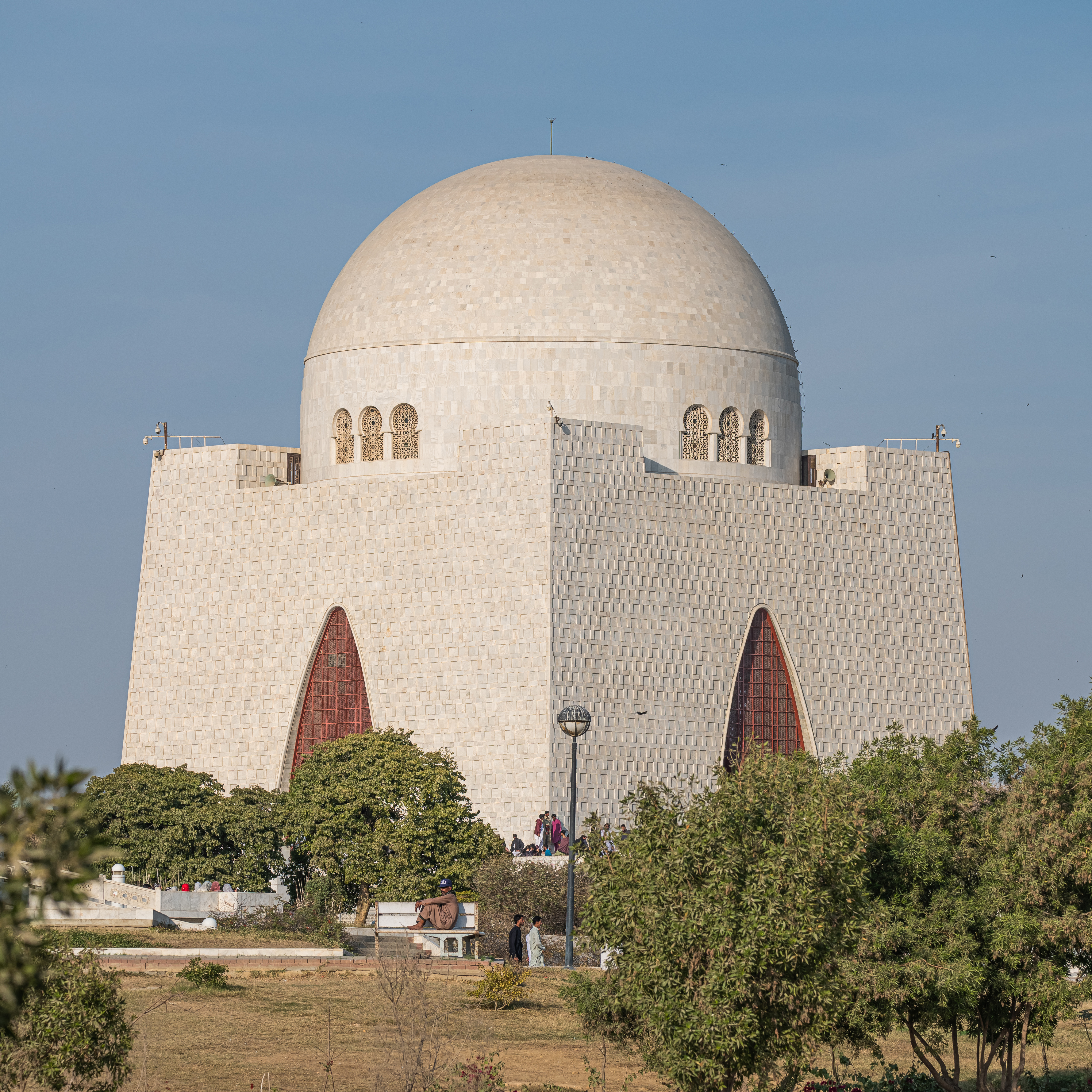
Mazar-e-Quaid

Eine der wichtigsten touristischen Sehenswürdigkeiten der Stadt ist Mazar-e-Quaid, das Mausoleum des Begründers von Pakistan, Mohammed Ali Jinnah (1876–1948). Das Gebäude wurde in den 1960er Jahren aus weißem Marmor gebaut. Aus dem umgebenden Park wird das Mausoleum in der Nacht mit starken Scheinwerfern angestrahlt. Zu besonderen Anlässen werden dort Zeremonien abgehalten. Auch besuchen zahlreiche Staatsgäste aus dem Ausland diesen Ort. Dreimal täglich findet eine Wachablösung statt.
Die Masjid-e-Tooba ist eine weitere Attraktion. Die 1969 aus weißem Marmor errichtete Moschee hat einen Durchmesser von 72 Metern und besitzt ein Minarett mit einer Höhe von 70 Metern. Das Dach ruht auf einer niedrigen Außenwand ohne zentrale Stützpfeiler. Die zentrale Gebetshalle hat eine Kapazität von 5.000 Personen.
Alte Gebäude wie die Wazir Villa und Hindu Gymkhana sind ebenso touristische Attraktionen. Bekannte Kirchen sind die St. Patrick’s Cathedral, das St. Joseph’s Convent, die St. Anthony’s Church und die Trinity Church. Die Frere Hall, Denso Hall und Khaliqdina Hall sind eine Gruppe alter Gebäude mit interessanter Architektur und Geschichte.
Die Frere Hall wurde 1865 zu Ehren von Henry Bartle Edward Frere (1815–1884) im britischen Kolonialstil erbaut. Frere war ein Förderer der wirtschaftlichen Entwicklung Karatschis und ließ den Hafen erweitern. Das Gebäude steht im Zentrum der Stadt nahe der US-amerikanischen Botschaft und dem Hotel Marriott.
Der Merewether Memorial Tower entstand zwischen 1884 und 1892. Das Denkmal befindet sich nahe der I. I. Chundrigar Road und M. A. Jinnah Road und trägt den Namen von General William L. Merewether, „Commissioner-in-Sindh“ zwischen 1868 und 1877.
Das Jehangir Kothari Parade befindet sich am Strand von Clifton. Das terrassenförmige Gebäude im Stil der Kolonialzeit trägt den Namen von Jehangir H. Kothari, einem Förderer der Entwicklung von Freizeiteinrichtungen in Karatschi. Die Grundsteinlegung erfolgte vom Gouverneur von Bombay, George Lloyd, am 10. Februar 1919 und die Eröffnung von Lady Lloyd am 5. Januar 1920. Der nach ihr benannte Lady Lloyd Pier wurde am 21. März 1921 eröffnet. 1923 war das Bauensemble mit der Eröffnung des Jehangir Kothari Pavilion fertiggestellt.
Einzigartig sind die unzähligen Grabmäler des Chaukhandi-Gräberfeldes östlich von Karatschi. Obwohl sie zwischen dem 16. und 18. Jahrhundert entstanden, zeigen sie keinerlei Ähnlichkeit zur Mogul-Architektur. Die Steinmetzarbeiten zeigen vielmehr typisch sindhische, wahrscheinlich auf vorislamische Zeit zurückgehende Motive wie Blumen.

### Parks

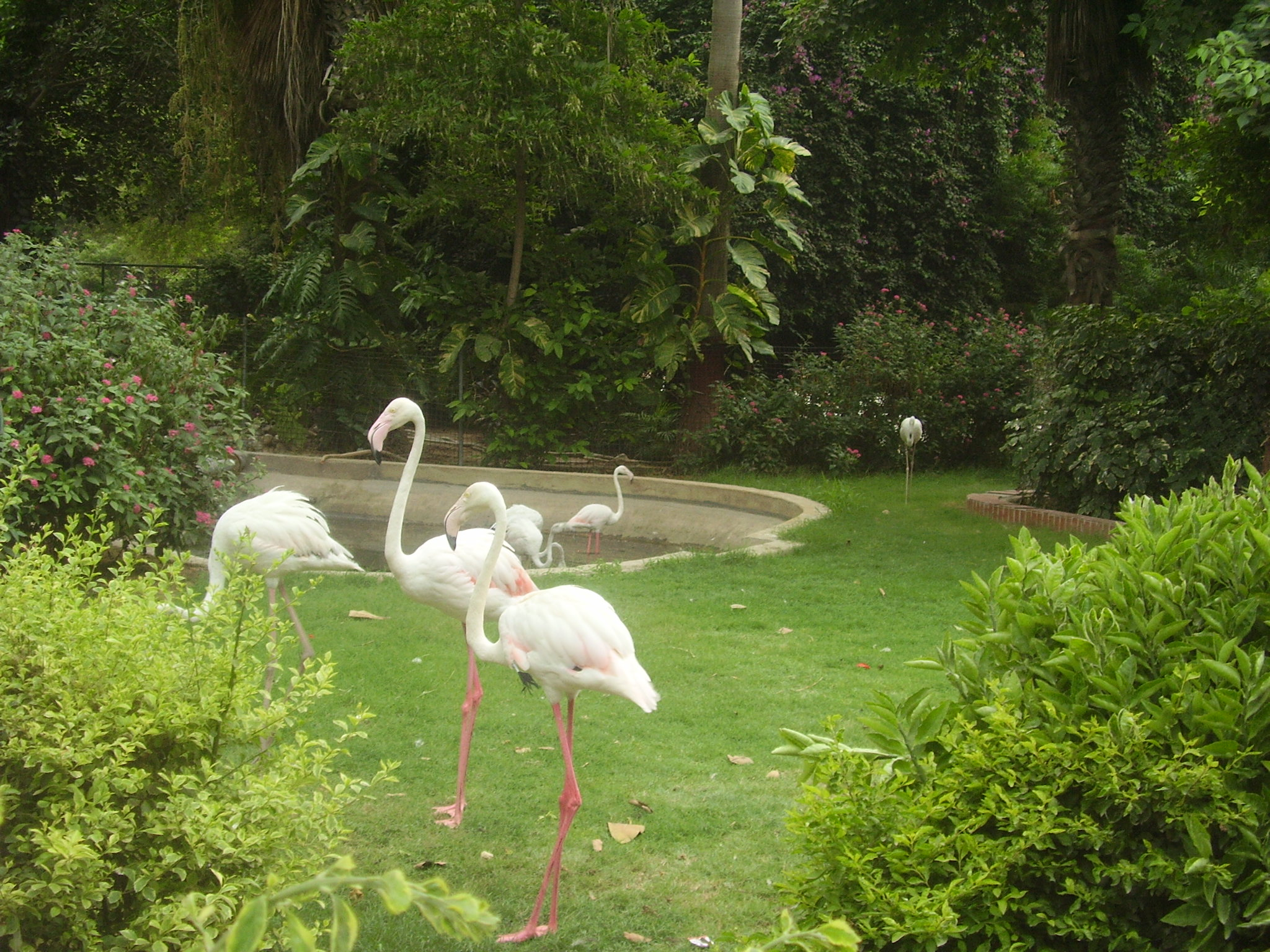
Flamingos im Zoo

Karatschi beherbergt zahlreiche Gärten und Parks. Einer der bekanntesten Parks ist der Gandhi Garden. 1843 erwarb die Regierung ein Stück Land, das anschließend landwirtschaftlich genutzt wurde. 1869 begann man dort einen Garten anzulegen und 1893 wurde der Zoo eröffnet. 1960/1961 errichtete man am Rand des Parks Gebäude mit Geschäften und Büros. Weitere Parks sind der Burns Garden an der Court Road, der Hill Park in Jamshed Town, der Aziz Bhatti Park in Gulshan-e-Iqbal und der Zamzama Park in Clifton.
1996 eröffnete der Aladdin Park, ein Unterhaltungspark für die ganze Familie. Er besitzt einen Wasserpark mit olympischem Schwimmbecken, Kinderschwimmbecken und Wellenbad, ein Einkaufszentrum und mehrere Restaurants. Weitere Unterhaltungsparks sind das Dream World Resort am Super Highway, der Safari Park an der University Road und Jibes Playland, Finland and Bowling Allay in New Clifton.

### Sport

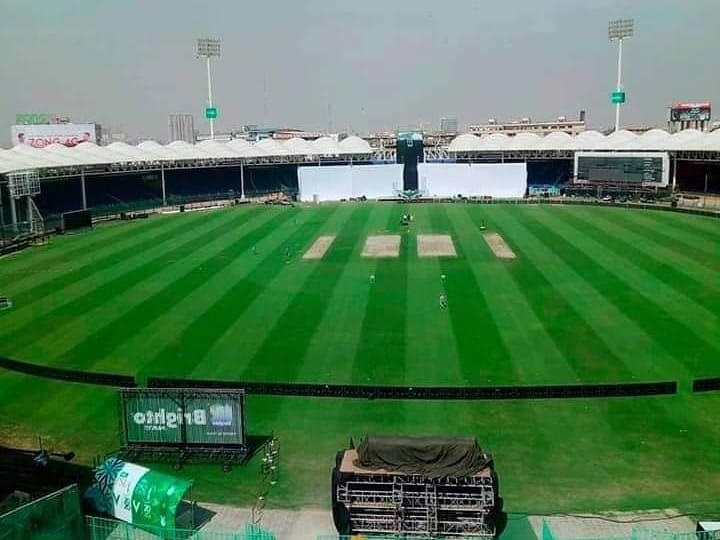
Das National Stadium in Karatschi

Cricket ist Nationalsport in Pakistan, und so ist in Karatschi fast ständig ein Spiel zu sehen. Fußball und Hockey werden beim Publikum immer beliebter. Im Stadion und auf vielen anderen Sportplätzen der Stadt kann man sich Spiele ansehen; auch Polo wird viel gespielt. Im Winter werden in Karatschi Pferderennen veranstaltet. Auch Boxkämpfe und Squash finden ein zunehmendes Interesse beim Publikum.
In Karatschi befinden sich mit National Stadium und Southend Club Cricket Stadium zwei Test-Cricket-Stadien. In der Stadt bestreitet die Pakistanische Cricket-Nationalmannschaft regelmäßig Heimspiele gegen andere Nationalmannschaften. Im National Stadium fanden unter anderem Spiele bei den Cricket World Cups 1987 und 1996 sowie der Champions Trophy 2025 statt.
In der Stadt gibt es mehrere Golfklubs. Viele Sportklubs haben Tennisplätze. Wie beim Golf muss man auch beim Tennis durch ein Mitglied in den Klub eingeführt werden oder durch die Pakistan Tourism Development Corporation eine vorübergehende Mitgliedschaft beantragen. Die größten Klubs in Karatschi sind: Karachi Gymkhana, Sindh Club, Karachi Club, Muslim Gymkhana, Creek Club und DHA Club.
Wassersport kann an den Stränden und in den Swimming Pools der Klubs und größeren Hotels betrieben werden. Es besteht die Möglichkeit, Keamari-Segel- oder Motorboote zu mieten. Auch nächtliches Angeln auf dem Meer bietet sich an.
Folgende Sportstadien befinden sich in Karatschi: Für Cricket (National Stadium, UBL Sports Complex, A. O. Cricket Stadium, KCCI Cricket Ground, Karachi Gymkhana Field und DHA Cricket Stadium), für Hockey (Hockey Stadium of Pakistan und UBL Hockey Ground), für Boxen (KPT Sports Complex), für Squash (Jehangir Khan Squash Complex) und für Fußball (Peoples Football Stadium und Polo Grounds).

### Freizeit und Erholung

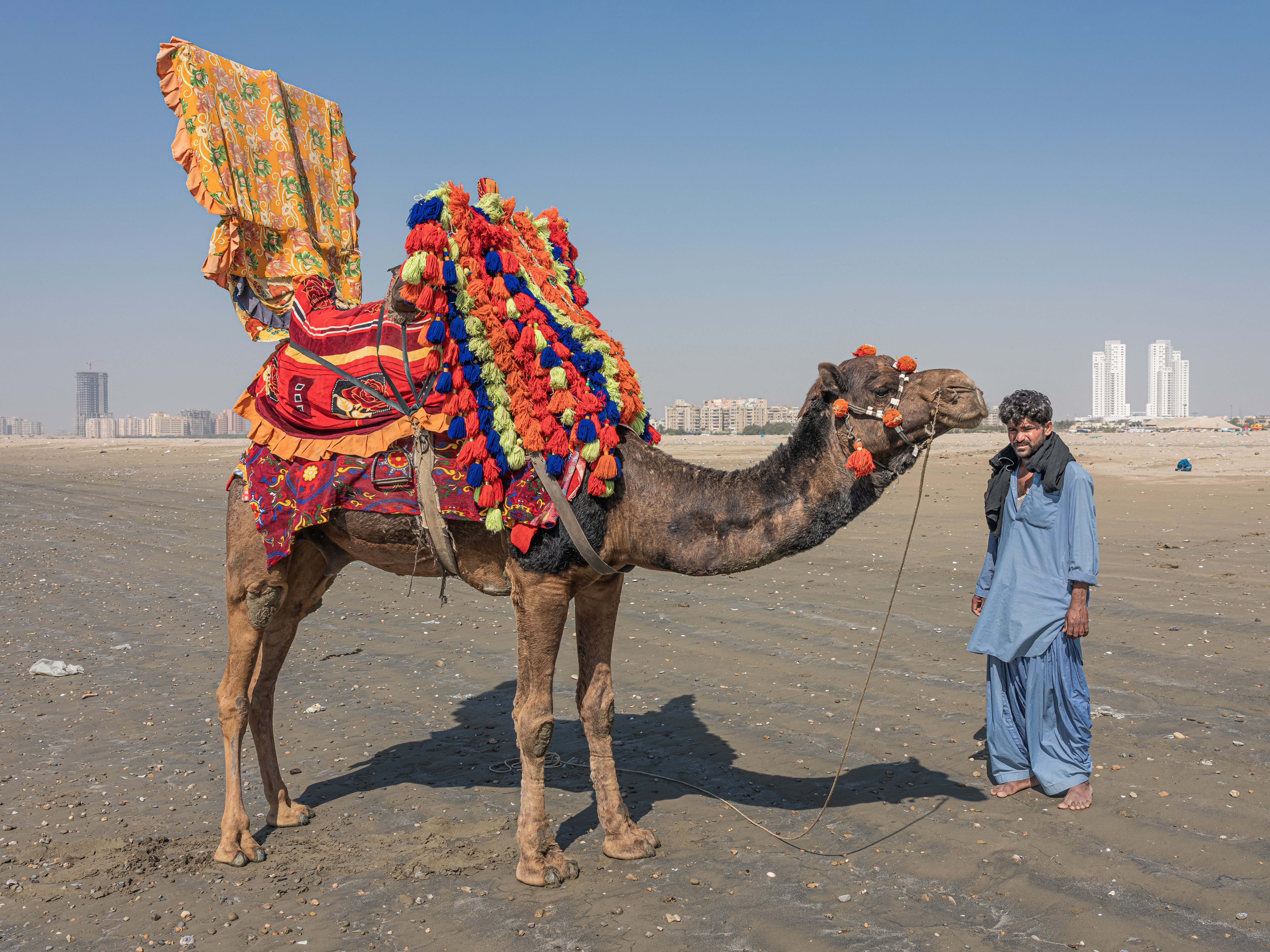
Reitkamel am Clifton Beach

Der Strand von Clifton in Karatschi befindet sich am Arabischen Meer und bietet zahlreiche Möglichkeiten der Unterhaltung für Familien und Touristen. Dazu gehören unter anderem das Pferde- und Kamelreiten, der Besuch von Freizeitparks und Gaststätten. Suppenschildkröten sind in Hawkesbay Beach zu besichtigen, wenn sie ihre Eier in den von der Sonne erwärmten Sand legen.
Weitere Strände, die der Erholung der Bevölkerung Karatschis dienen, sind Sandspit Beach, French Beach, Russian Beach und Paradise Point (ein Sandstein-Felsen mit einem natürlichen Bogen). In den Buchten besteht die Möglichkeit zu baden, Bootstouren zu unternehmen und mit dem Kamel zu reiten. Nahe der Strände ist in den letzten Jahren viel investiert worden, wodurch unter anderem eine Reihe neuer Bürogebäude und Hotels entstand.

## Wirtschaft und Infrastruktur

### Wirtschaft

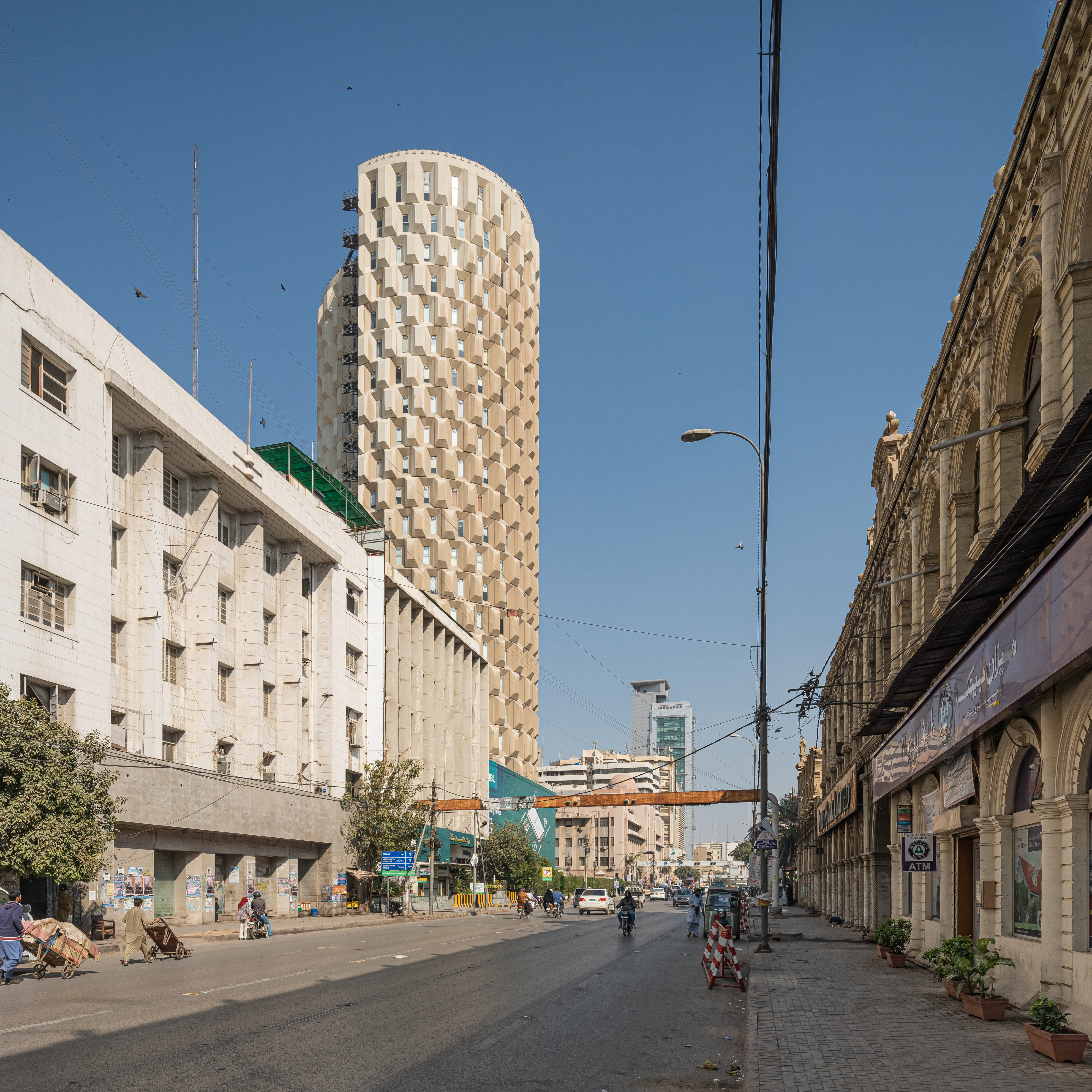
Blick auf die I.I.Chundrigar Road, Zentrum des Finanzdistrikts

Das produzierende Gewerbe der Stadt konzentriert sich auf die Eisengewinnung, Zementwerke, Getreidemühlen und Schiffbau, aber auch Stahl, Textilien, Chemikalien, raffiniertes Erdöl, Schuhe, Maschinen und Nahrungsmittel werden hergestellt. Die Stadt erwirtschaftet 60 Prozent der Steuereinnahmen des Landes und 70 Prozent der Steuern der Provinz Sindh. Karatschi ist die reichste Stadt Pakistans und deren wirtschaftliches Zentrum. Das Pro-Kopf-Einkommen ist dort etwa vier- bis fünfmal höher als im Landesdurchschnitt.
Das größte pakistanische Mineralölunternehmen Pakistan Petroleum hat seinen Hauptsitz in Karatschi. Die Stadt ist Standort eines Kernkraftwerkes, vieler großer Banken und besitzt mit der Pakistan Stock Exchange (fasst die Karachi Stock Exchange, Lahore Stock Exchange, Sialkot Trading Floor und die Islamabad Stock Exchange zusammen) die größte Wertpapierbörse des Landes. Da Afghanistan keinerlei Küstenhafen besitzt, wird sein Handel ebenso wie ein Großteil des pakistanischen Seehandels, dazu gehören unter anderem Baumwolle und Weizen, über den modernen Seehafen von Karatschi auf der Insel Kiamari abgewickelt.
Karatschi ist Sitz aller großen Fernsehstationen in Pakistan (KTN, Sindh TV, CNBC Pakistan, Kashish TV, Geo television, Ary Digital und Aaj TV). Die nationale und internationale Fluggesellschaft Pakistan International Airlines (PIA) hat ebenfalls ihren Sitz in der Stadt. Der wirtschaftliche Aufschwung seit Anfang des 21. Jahrhunderts in Pakistan hat einen plötzlichen Wachstumsschub in Karatschi geschaffen, so dass auch die Zahl der Arbeitsplätze zunimmt und die Infrastruktur sich im Laufe der Zeit verbessert.
Probleme bereitet neben der Luftverschmutzung der Industriebetriebe und des Autoverkehrs auch die Verseuchung einiger Küstengebiete. So befindet sich in Karatschi einer der weltweit größten Schiffsschrottplätze. Zahlreiche große Schiffe (Frachter, Öltanker und Passagierschiffe) aus aller Welt werden dort in ihre Bestandteile zerlegt. Viele Materialien enthalten Asbest, Dioxine, Schwermetalle, Polychlorierte Biphenyle (PCB) und andere giftige Inhaltsstoffe in hohen Konzentrationen. Zusammen mit Altöl und anderem Giftmüll wird dieses Material ins Meer geworfen oder am Strand verbrannt. Ohne Schutzbekleidung und Schutzbrillen sind die Arbeiter den giftigen Substanzen ausgesetzt. Sicherheitsvorkehrungen sind nicht vorhanden. So kommt es fast täglich zu Erkrankungen, Verletzungen und tödlichen Unfällen.
In einer Rangliste der Städte nach ihrer Lebensqualität belegte Karatschi im Jahre 2018 den 205. Platz unter 231 untersuchten Städten weltweit.

### Verkehr

#### Fernverkehr

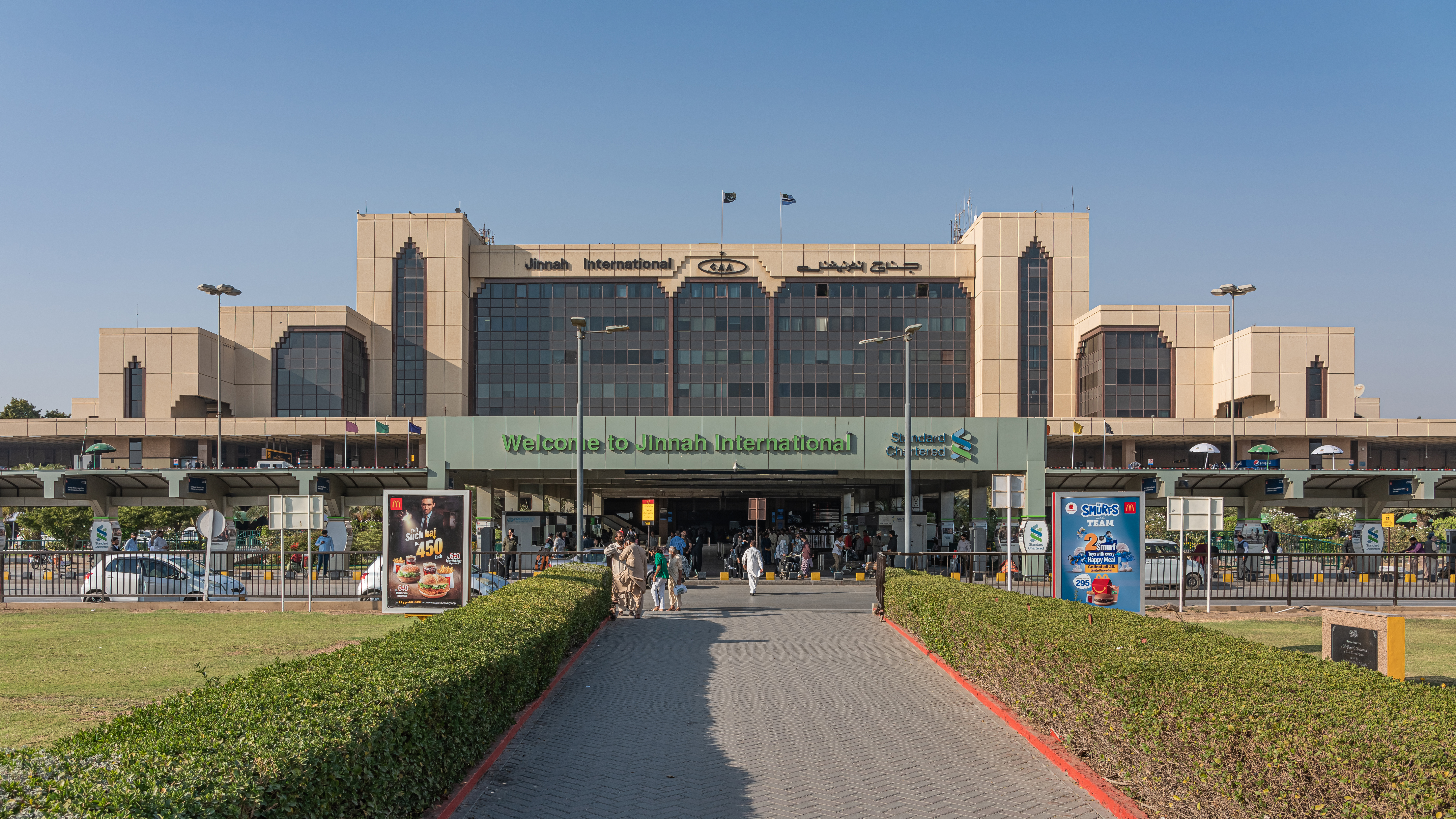
Abfertigungshalle, Flughafen Karatschi

Durch ein gut ausgebautes Straßen- und Schienennetz wurde die Stadt an das internationale Verkehrssystem angeschlossen. Sie besitzt mit dem Jinnah International Airport den größten Flughafen des Landes, der von internationalen Fluglinien zum Auftanken angeflogen wird. Der 1929 eröffnete Flughafen ist Luftfahrt-Drehkreuz für die nationale Fluggesellschaft Pakistan International Airlines (PIA) und weitere kleinere Gesellschaften. Flughafenbetreiber ist die Pakistan Civil Aviation Authority. Jährlich werden sechs Millionen Passagiere abgefertigt.
Die erste Eisenbahnlinie auf dem Gebiet des heutigen Pakistans, die Scinde Railway, nahm am 13. Mai 1861 den Betrieb zwischen Karatschi und Kotri bei Hyderabad auf. Heute hat die Hafenstadt Eisenbahnverbindungen zu allen großen Städten des Landes. Ungefähre Fahrzeiten von Karatschi: nach Lahore 16 Stunden; nach Rawalpindi 28 Stunden und nach Peschawar 32 Stunden. Am 17. Februar 2006 wurde die seit dem Zweiten Indisch-Pakistanischen Krieg von 1965 stillgelegte Eisenbahnstrecke zwischen Karatschi und Jodhpur in Indien wiedereröffnet.
Der Güterumschlag im Überseeschiffsverkehr findet fast ausschließlich in Karatschi statt. Karatschi ist damit Dreh- und Angelpunkt des pakistanischen Außenhandels. Zur Entlastung des durch den Karachi Port Trust verwalteten Karachi Port, des einzigen Naturhafens des Landes, wurde in den 1970er Jahren ein zweiter Hafen, der Port Muhammad Bin Qasim, etwas außerhalb von Karatschi angelegt.
Beim Eisenbahnunfall von Karatschi im Jahr 2016 starben 22 Menschen.

#### Nahverkehr

Ringbahn Karatschi

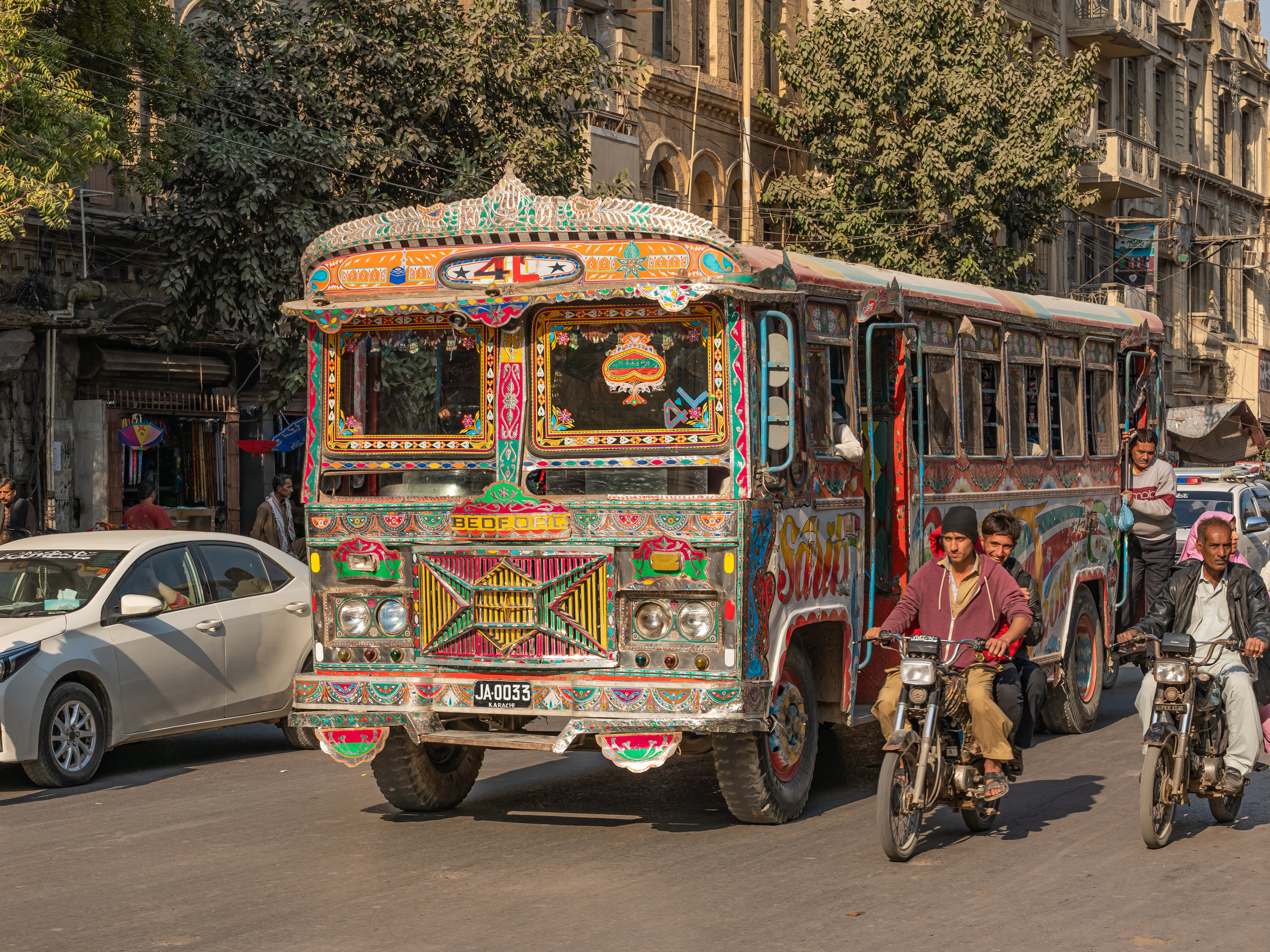
Omnibus

Die erste Dampfstraßenbahn eröffnete am 20. April 1885. Sie wurde ein Jahr später durch eine Pferdestraßenbahn abgelöst und 1909 durch Benzinstraßenbahnen ersetzt. Diese waren bis 30. April 1975 in Betrieb.
1964 eröffnete die Ringbahn Karatschi (Karachi Circular Railway) ihren Betrieb. Der Verkehr musste 1999 wegen Korruption und politischer Einflussnahme der sogenannten „Transportmafia“ vorübergehend eingestellt werden. Am 8. März 2005 kam es auf der Linie Karachi City Station nach Malir Cantonment zur Wiedereröffnung eines 29 Kilometer langen Teilabschnittes. Eine vollständige Revitalisierung der 58 Kilometer langen Ringbahnstrecke ist geplant. Das gesamte Streckennetz soll bei seiner Fertigstellung eine Länge von 86,6 Kilometern haben.
In der Stadt existiert heute kein leistungsfähiges öffentliches Verkehrssystem mit hoher Kapazität, wie eine U-Bahn, Stadtbahn oder Straßenbahn, das die Straße entlasten würde. Die Hauptlast des Öffentlichen Personennahverkehrs (ÖPNV) wird von dieselbetriebenen Omnibussen bewältigt. Das Bus- und Minibusnetz ist gut ausgebaut, die Fahrzeuge sind jedoch meist überfüllt. Ein weiteres Verkehrsmittel sind die zahlreichen Taxis, die aber während des Ramadan meist nur tagsüber fahren. Außerdem gibt es Autorikschas.
Karatschi sieht sich einem schweren Verkehrskollaps gegenüber. Die Anzahl der Autos ist zu groß für die Straßen. Das macht das Fahren in der Stadt gefährlich und verursacht hohe Zeitverluste infolge von Staus. Viele innerstädtische Straßen sind in schlechtem Zustand, was das Verkehrsproblem nur noch vergrößert. Die Luftverschmutzung infolge von Auto- und Industrieabgasen ist sehr hoch.
Im Bau befindet sich das Schnellbusnetz Karatschi Metrobus.

### Bildung

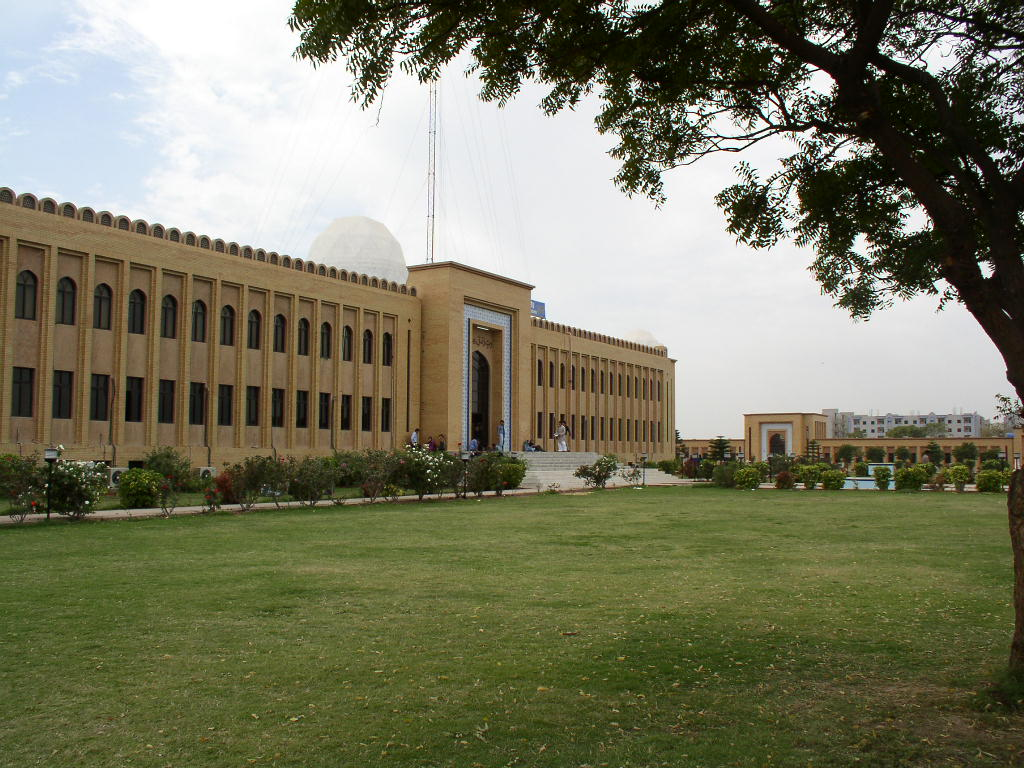
National University of Computer and Emerging Sciences

In Karatschi befinden sich die bedeutendsten Bibliotheken des Landes: die Liakat Memorial Library, die Central Secretariat Library und die Universitätsbibliothek. Die Stadt ist Sitz zahlreicher Universitäten und Hochschulen wie der NED University of Engineering and Technology (1922 eröffnet) und der Universität Karatschi (1951 eröffnet).
Weitere hervorragende Universitäten sind: Aga Khan University, Baqai Medical University, National University of Computer and Emerging Sciences (NUCES), Bahria University, Mohammad Ali Jinnah University, Dow University of Health Sciences, Sir Syed University of Engineering and Technology, Hamdard University und Jinnah University for Women.
Weitere bedeutende Bildungs- und Forschungseinrichtungen sind: Institute of Business Administration (IBA), Indus Valley Institute of Art and Architecture, Textile Institute of Pakistan, Shaheed Zulfiqar Ali Bhutto Institute of Science and Technology (SZABIST), H.E.J Research Institute of Chemistry, Applied Economics Research Centre (AERC), Institute of Business and Management (IBM), Dawood College of Engineering and Technology sowie das [PAF-KIET] Pakistan Air Force-Karachi Institute of Economics and Technology.

## Persönlichkeiten

### Söhne und Töchter der Stadt
- Alibhoy Mulla Jeevanjee (1856–1936), indischer Kaufmann und Unternehmer und zugleich kenianischer Politiker
- Muhammad Ali Jinnah (1876–1948), Politiker in Britisch-Indien, gilt als Gründer des Staates Pakistan
- Aga Khan III. (1877–1957), religiöser Anführer der Ismaeliten
- Geoffry Scoones (1893–1975), Offizier der British Army
- Angelo Innocent Fernandes (1913–2000), römisch-katholischer Erzbischof von Delhi
- Margaret Lockwood (1916–1990), britische Schauspielerin
- June Thorburn (1931–1967), britische Schauspielerin
- Nasreen Mohamedi (1937–1990), indische Künstlerin
- Bapsi Sidhwa (1938–2024), pakistanisch-amerikanische Schriftstellerin
- Tariq Yunus (1946–1994), indischer Schauspieler
- Arif Alvi (* 1949), pakistanischer Politiker
- Benazir Bhutto (1953–2007), pakistanische Premierministerin
- Asif Ali Zardari (* 1955), pakistanischer Politiker und von 2008 bis 2013 Präsident Pakistans
- Muhammad Zubair Umar (* 1956), pakistanischer Politiker
- Sami Solanki (* 1958), Schweizer Astronom
- Chris Van Hollen (* 1959), US-amerikanischer Politiker
- Syed Murad Ali Shah (* 1962), pakistanischer Politiker und Bauingenieur
- Jahangir Khan (* 1963), Präsident des Weltsquashverbandes und erfolgreichster Squashspieler aller Zeiten
- Nazia Hassan (1965–2000), britisch-pakistanische Sängerin und Songwriterin
- Patrick Chappatte (* 1967), Schweizer Karikaturist
- Nergis Mavalvala (* 1968), pakistanisch-US-amerikanische Physikerin
- Tamsin Causer (1974–2006), britische Weltmeisterin und Weltrekordhalterin im Fallschirmspringen
- Sabeen Mahmud (1975–2015), pakistanische Menschenrechtlerin
- Iqbal Khan (* 1976), Schweizer Bankmanager
- Dilshad Vadsaria (* 1985), US-amerikanische Schauspielerin
- Rubin Okotie (* 1987), österreichischer Fußballspieler
- Mehwish Hayat (* 1988), Schauspielerin, Synchronsprecherin, Sängerin und Model
- Iman Vellani (* 2002), pakistanisch-kanadische Schauspielerin

### Persönlichkeiten, die vor Ort gewirkt haben
- Shaista Suhrawardy Ikramullah (1915–2000), pakistanische Politikerin, Diplomatin und Autorin
- Joseph Cordeiro (1918–1994), römisch-katholischer Erzbischof von Karatschi und Kardinal
- Hakim Said (1920–1998), indisch-pakistanischer Pharmazeut, Medizinhistoriker, Philanthrop und Förderer des Hochschulwesens
- Agha Hasan Abedi (1922–1995), pakistanischer Bankier und Philanthrop
- Shaukat Siddiqi (1923–2006), pakistanischer Schriftsteller
- Abdul Sattar Edhi (1928–2016), pakistanischer Philanthrop
- Ruth Pfau (1929–2017), deutsche römisch-katholische Ordensschwester und Lepraärztin in Pakistan
- Sadequain (1930–1987), Maler und Kalligraf
- Ahmed Rushdi (1934–1983), pakistanischer Playbacksänger des Urdu-Films
- Obaidullah Aleem (1939–1998), urdusprachiger Dichter
- Taqi Usmani (* 1943), islamischer Gelehrter
- Shahid Afridi (* 1975), pakistanischer Cricketspieler